# Koffie (drank)

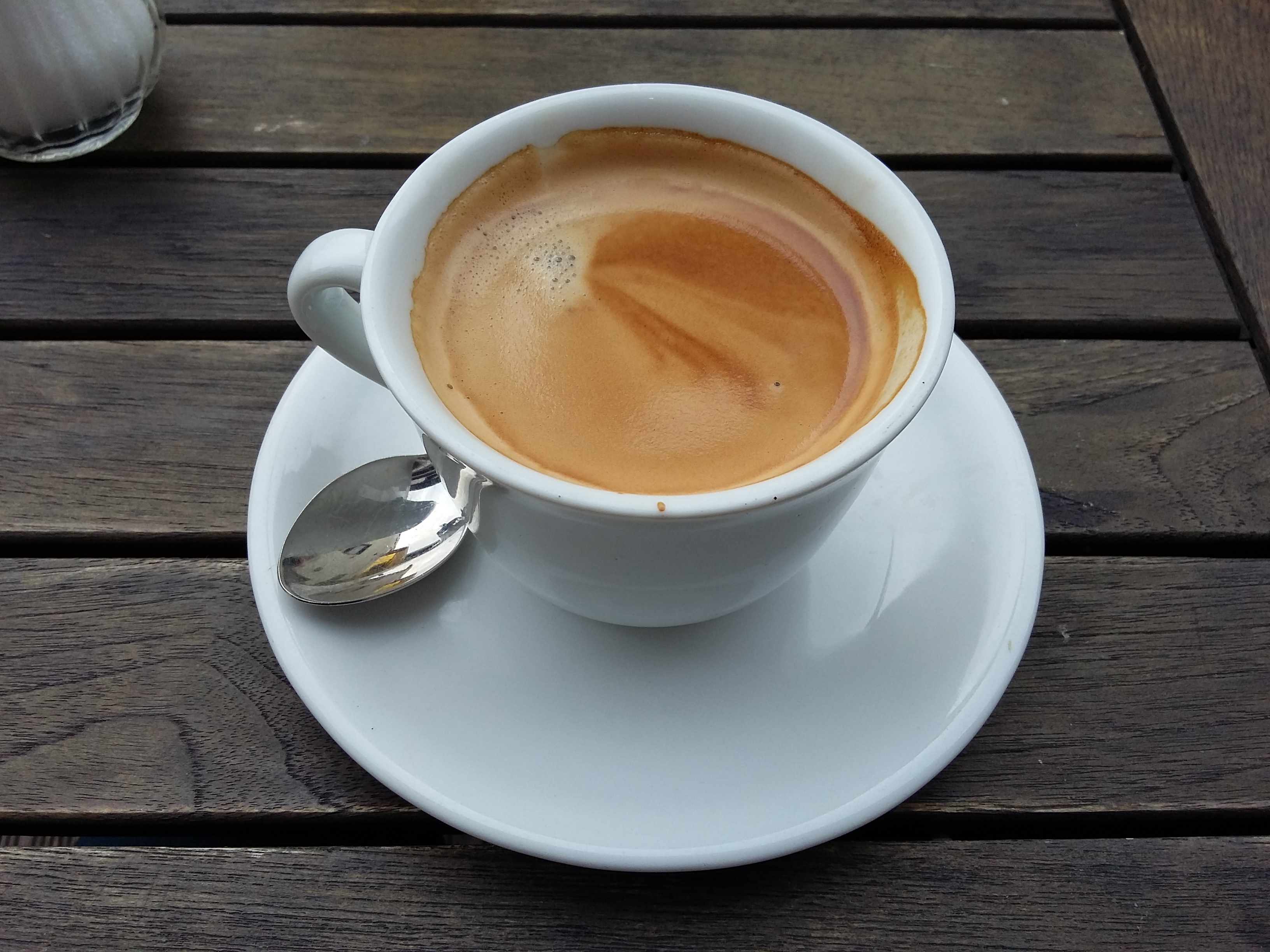
Een kopje koffie

Koffie is een meestal warm genuttigde drank, die wordt bereid op basis van water en gedroogde en gebrande pitten van de koffieplant (Coffea spp.) die vanwege hun vorm koffiebonen worden genoemd. Koffie bevat het stimulerende middel cafeïne. De meeste soorten in het geslacht Coffea komen van nature voor in tropisch Afrika en op de eilanden in de Indische Oceaan. Ze vinden hun oorsprong in Ethiopië, Jemen en Soedan.
De koffieboon is een exportproduct van landen rondom de evenaar, zoals Brazilië, Vietnam en Colombia. Koffieplanten worden vooral gecultiveerd op plantages in tropische landen, voor export naar landen met een gematigd klimaat. Samen met kennis van de drank verspreidde de plant zich vanaf de 15e eeuw uit tropisch Afrika naar Noord-Afrika, het Midden-Oosten en Europa. Sinds de 19e eeuw bevinden de producenten en exporteurs van koffiebonen zich met name in de tropische gebieden van Zuid- en Centraal-Amerika, Afrika en Azië. De meest geteelde soorten zijn Coffea arabica (arabica) en C. canephora (robusta).
Koffie wordt in veel culturen genuttigd. De drank is, voor wat betreft de smaak, bitter en licht zuur en wordt daarom soms aangevuld met melk en/of suiker. Koffie wordt ook als smaakmaker gebruikt in gebak, taart en ijs. Een gematigde consumptie (gefilterde koffie, zonder suiker) kan een gunstig effect hebben op de gezondheid.

## Ontdekking en cultivering

### Oorsprong en verspreiding

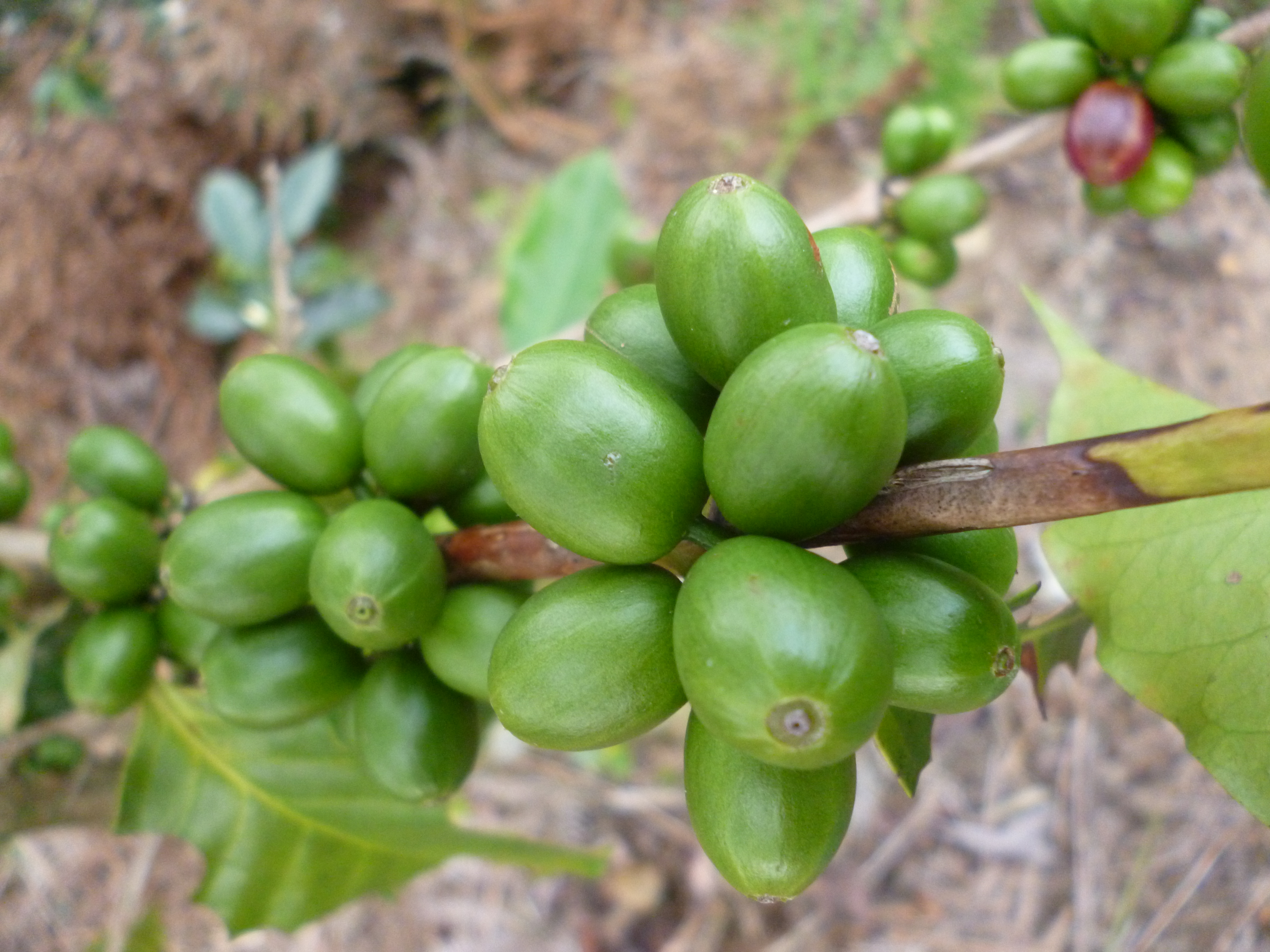
Koffieplant (Arabica-koffie) met onrijpe bessen in Colombia

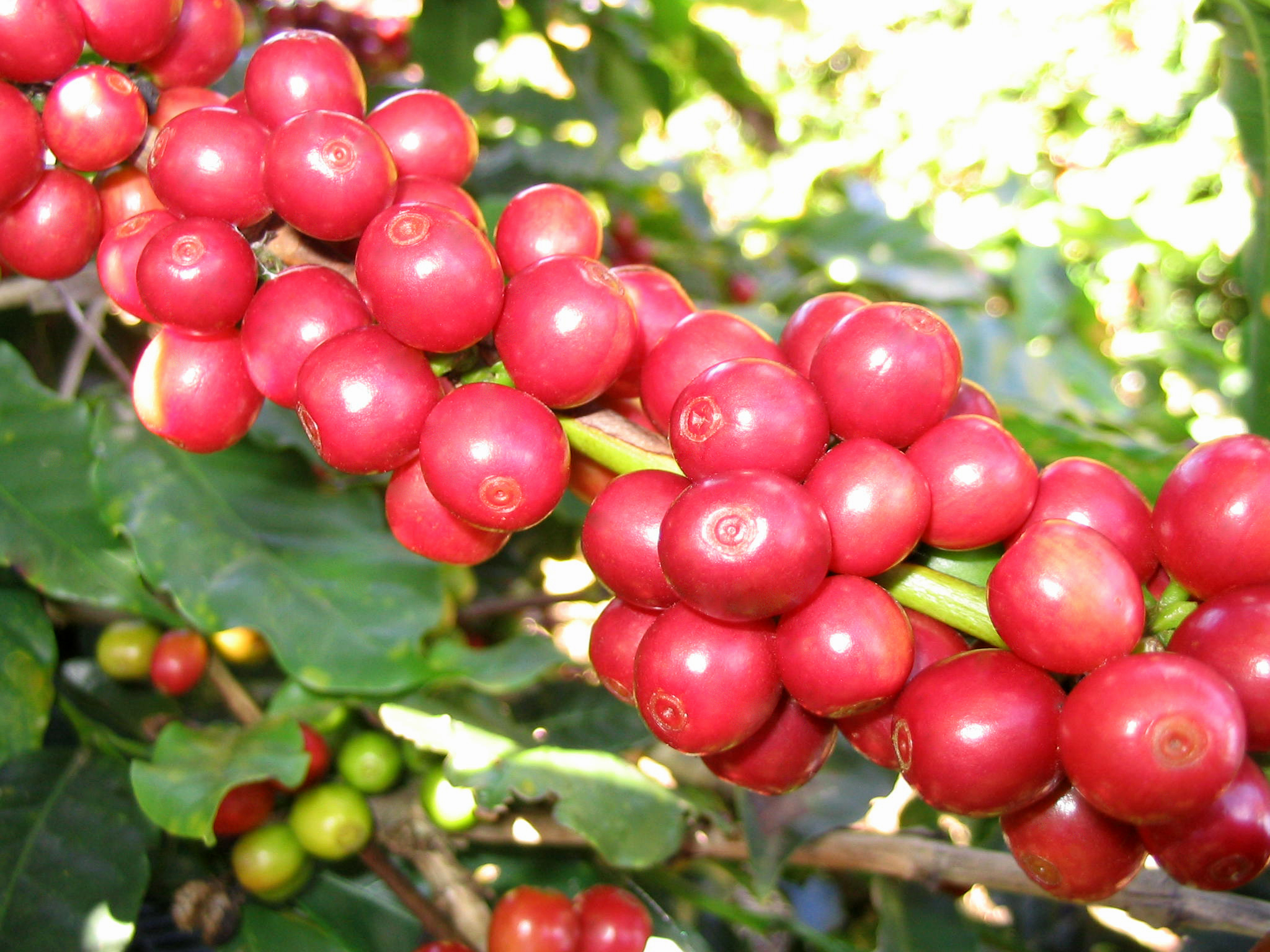
Koffieplant (Arabica-koffie) met rijpe bessen in Brazilië

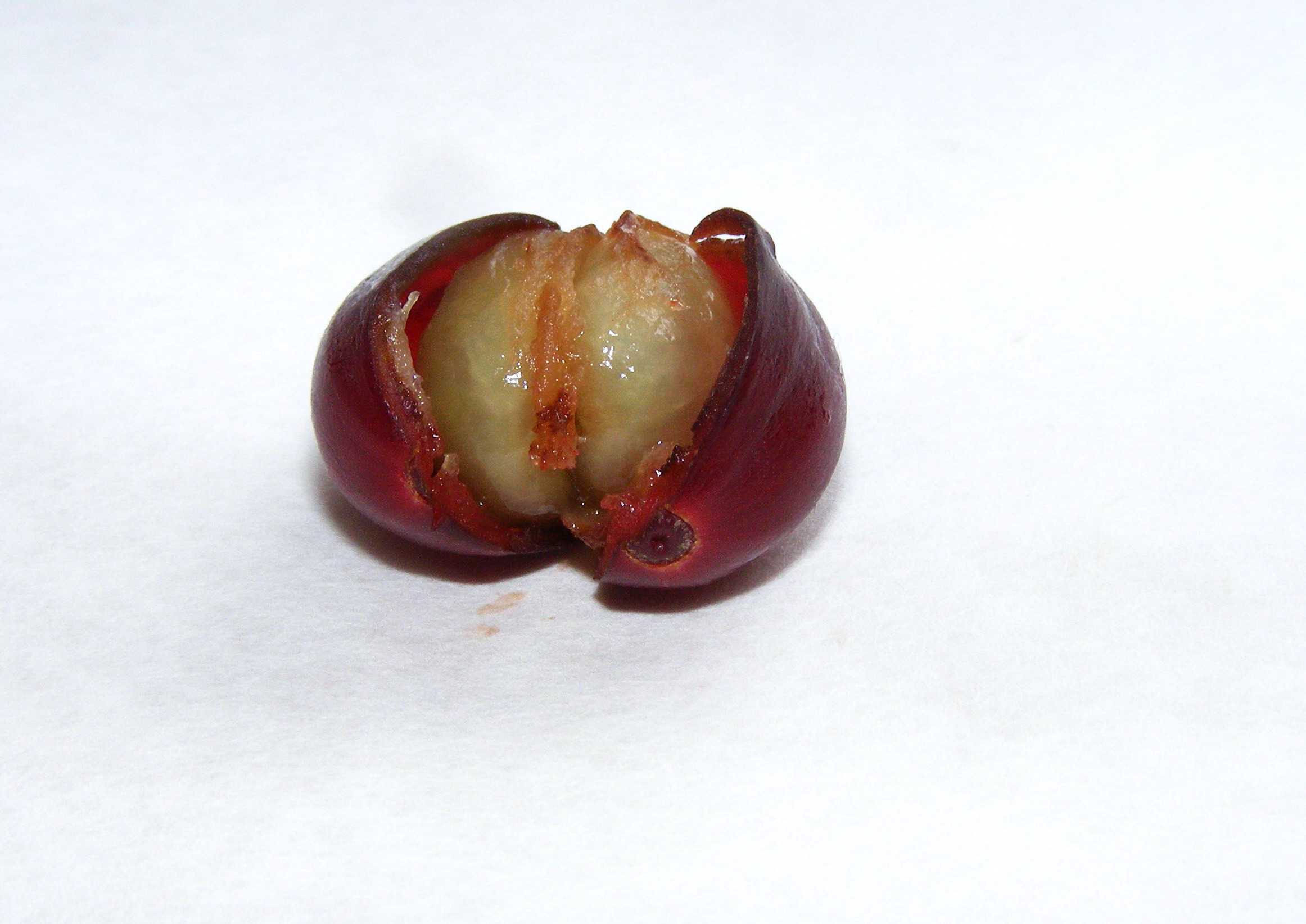
Koffiebes

Koffie werd waarschijnlijk het eerst door de mens opgemerkt in het Koninkrijk Kaffa (c. 1390-1897), dat nu in Ethiopië ligt. Hier werd het buna, bunn of bunchum genoemd, wat 'boon' betekent.
Over de ontdekking van koffie als drank bestaan verschillende legenden. Een hiervan gaat over een herder genaamd Kaldi. Hij zag dat zijn geiten na het eten van bepaalde bessen erg opgewonden werden. De herder plukte er een aantal van, kookte ze en verkreeg hierdoor een aftreksel met een tot dan toe onbekende geur. Die drank was bitter, maar gaf ook een gevoel van voldoening en helderheid van geest. Een ander verhaal gaat over een Soefigeleerde uit Jemen die naar Kaffa reisde en van de bessen een drankje maakte. Koffie zou hierna wijn hebben vervangen als religieuze drank. Ook is er nog een verhaal van een naar de woestijn verbannen geestelijke uit de Jemenitische havenstad Mokka die vanwege de honger besloot de bessen van een koffieplant te koken.
De drank werd zowel opgemerkt door Arabische handelaren als door de beroemde Perzische arts Avicenna. Naar alle waarschijnlijkheid hebben Arabieren de teelt van koffieplanten in gang gezet. Ondanks pogingen tot geheimhouding en het handhaven van een uitvoerverbod, werd koffie spoedig populair in de meeste islamitische landen. De havenstad Mokka werd de belangrijkste distributeur vanwaar de koffie naar Egypte en Syrië werd getransporteerd. De koffiesoort mokka is naar deze stad vernoemd. Zowel islamitische geestelijken als Ethiopische christelijke geestelijken hebben de drank verboden vanwege het stimulerende en verslavende effect. Deze verboden zijn altijd weer na verloop van tijd ongedaan gemaakt.
Het eerste Europese koffiehuis zou in het 16e-eeuwse Venetië zijn geopend, maar het is niet duidelijk wie daarvoor gezorgd heeft.

### Teelt in Nederlandse en Franse koloniën
Op instigatie van de Amsterdamse burgemeester Nicolaas Witsen, stuurde de commandeur van Malabar, Adriaan van Ommen, enkele koffieplantjes naar zijn collega van de VOC-vestiging in Batavia op. Deze werden geplant op de Kedawoeng-plantage in Batavia, maar deze oogst mislukte, waarna de door Henricus Zwaaydecroon in 1699 vanuit Malabar meegebrachte stekjes wel een goede oogst opleverden. De eerste koffiemonsters en een koffieplant werden in 1706 naar Amsterdam verscheept. In de botanische tuin van Amsterdam werden de zaden van de plant verder opgekweekt en van daaruit verstuurd naar andere Europese landen.
De Nederlanders teelden voor de export koffie op plantages op Celebes en Sumatra, waardoor Nederland het eerste commerciële koffie-exporterende land werd. Op het einde van de 17e eeuw smokkelden Nederlandse zeevaarders Coffea arabica van Mokka naar Java, waar de plant goed bleek te groeien. De slechte levensomstandigheden van de Javanen die werkten op de koloniale koffie- en suikerplantages in Nederlands-Indië werden beschreven door Eduard Douwes Dekker (Multatuli) in zijn boek Max Havelaar (1859). De Nederlanders brachten ook koffie naar Sri Lanka en Zuid-Amerika, waar de koffiecultuur van start ging in de 18e eeuw. Aldus verspreidde de productie zich snel over de meeste tropische gebieden. De Nederlanders waren naar verluidt de eerste handelaars die koffie op grote schaal naar Europa brachten. Amsterdam zou zo het eerste internationale koffiehandelscentrum zijn geworden. Volgens sommigen gaat deze eer naar de grote concurrent in die tijd, Londen.
In 1709 gaf het Amsterdamse stadsbestuur een koffieplantje cadeau aan Lodewijk XIV, dat werd opgekweekt in de Jardin des Plantes in Parijs. Stekken vonden hun weg naar de Franse overzeese gebiedsdelen en naar Zuid- en Midden-Amerika en het Caribisch gebied.
In het begin van de 18e eeuw wist de Franse marineofficier Gabriel de Clieu, die in dienst was op Martinique, stekjes van een koffieplant naar de Franse Caraïbische eilanden Martinique, Haïti, Santo Domingo en Guadeloupe te smokkelen waarna de koffieproductie ook daar op gang kwam. Rond 1727 wist men ook koffiezaden vanuit Frans-Guyana naar Brazilië te smokkelen.

### Teelten in Zuid-Amerika, Afrika en andere landen
Nadat de Nederlanders in 1718 koffieplanten naar Nederlands Guyana (Suriname) brachten en daar koffieplantages inrichtten, verspreidde zich de teelt snel over heel Zuid-Amerika.
Portugezen wisten rond 1727 in Franse koloniën zoals Martinique en Frans-Guyana koffiezaden of -stekjes te bemachtigen en zetten in Brazilië koffieplantages op. In 1760 werden koffieplanten of zaaigoed uit Goa in het huidige India geïmporteerd. Goa en Brazilië waren beide Portugese kolonies. Door de almaar grotere productie daalde de prijs van koffie verder. Brazilië ontwikkelde zich tot de grootste koffieproducent ter wereld, een positie die het nog steeds heeft.
Vanaf eind 19e, begin 20e eeuw werd in de verschillende Afrikaanse koloniën van België, Duitsland en Frankrijk de teelt van koffie ter hand genomen. In 1857 ging de teelt in de Franse protectoraten in Vietnam van start.
In de laatste decennia van de twintigste eeuw groeide de koffieproductie sterk in enkele landen die eerder  een bescheiden positie op de koffiemarkt innamen, waaronder Ethiopië en Vietnam, dat rond 2000 het op een na grootste koffieproducerende land ter wereld werd.

### Meest geteelde soorten

#### Arabica-koffie

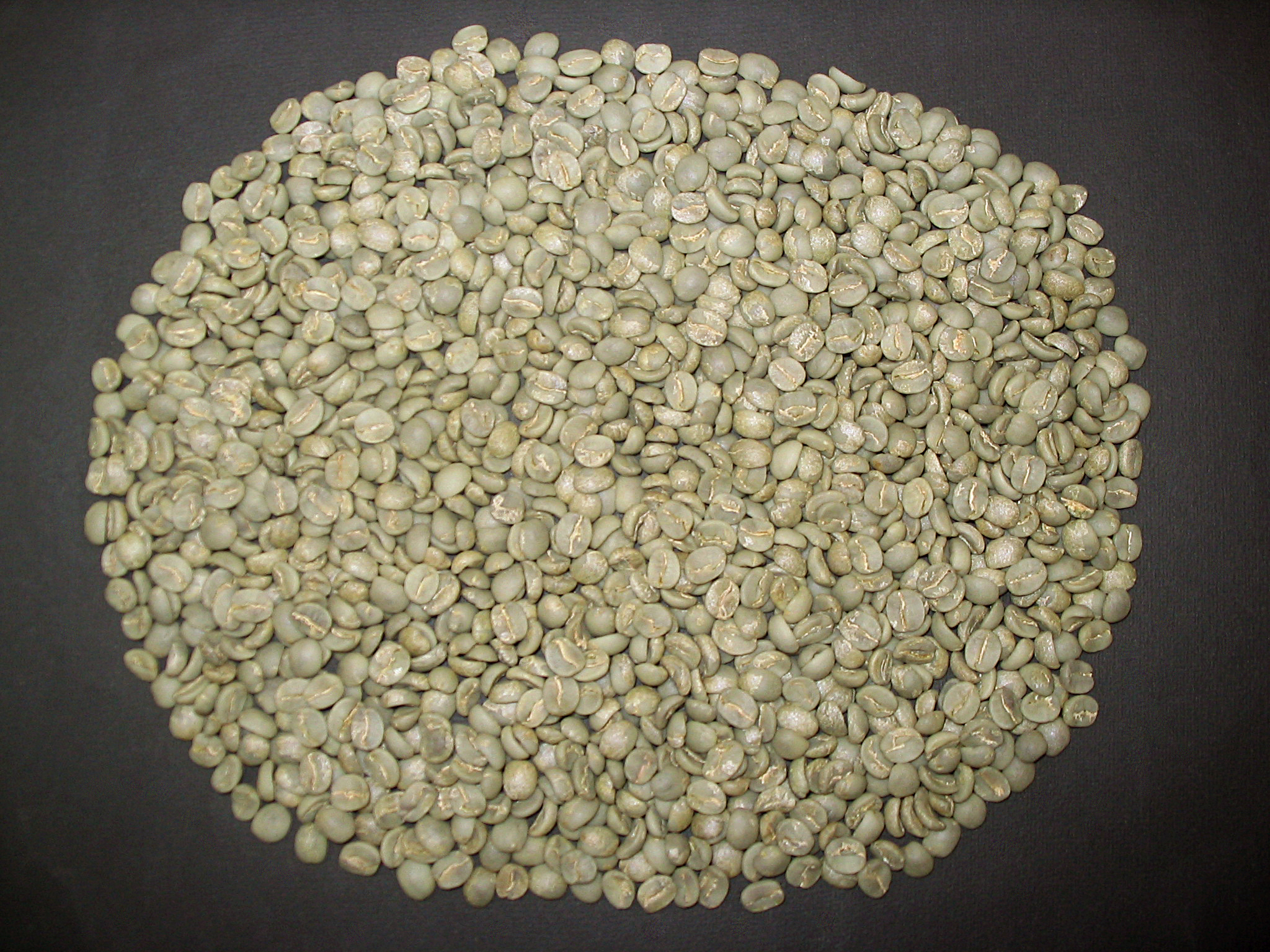
Ongebrande C. arabica

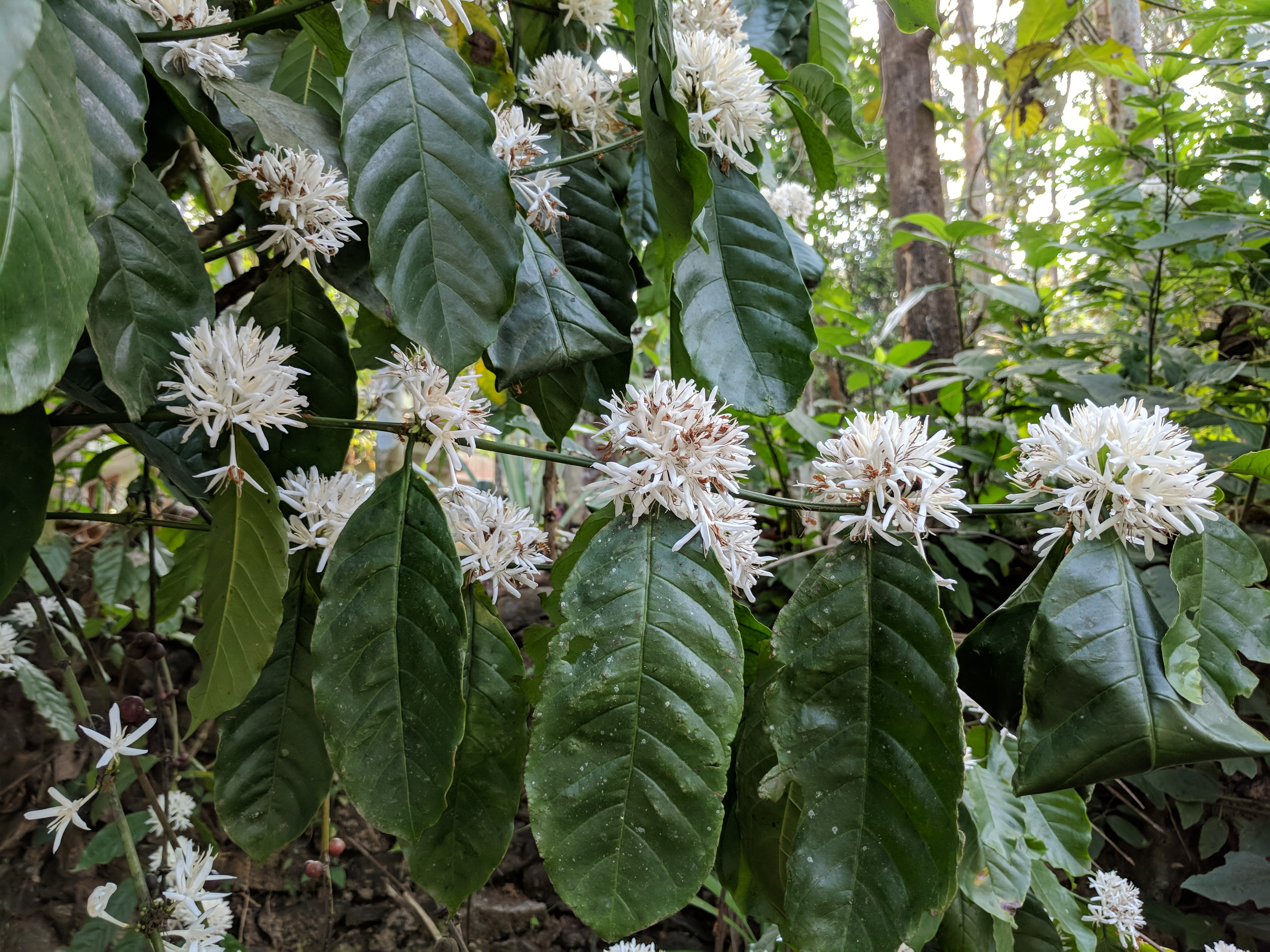
Bloemen van C. arabica

Van oorsprong komt arabica-koffie (C. arabica L.) uit het Ethiopisch Massief. Van daaruit werd de soort naar de Arabische landen verspreid. In 1690 werd de plant, waarschijnlijk afkomstig uit Jemen, door de Nederlanders ingevoerd op Java en in 1699 opnieuw.
In 1708 werd vanuit Java een plant die bloeide en bessen gaf, overgebracht naar de Hortus Botanicus van Amsterdam. In 1715 stuurde de toenmalige burgemeester van Amsterdam nazaten van deze plant naar koning Lodewijk XIV in Parijs, waar ze verder werden verzorgd door Antoine de Jussieu. Ook werden er in 1718 planten vanuit Amsterdam verstuurd naar Suriname van waaruit ze in 1725 door de Fransen werden verspreid over Frans-Guyana. Vanuit Frans-Guyana vond in 1727 verdere verspreiding plaats naar Brazilië. Nakomelingen van de Parijse plant kwamen rond 1720 in Martinique terecht en van daaruit in 1730 op Jamaica. De arabica-koffie is vanuit deze introducties verder verspreid naar het Caraïbische gebied, Centraal-Amerika en Zuid-Amerika.
Aan het eind van de zeventiende eeuw werd de arabica-koffie ook ingevoerd in India en Ceylon. In 1740 kwamen Amsterdamse nakomelingen op de Filipijnen en in 1825 op Hawaï terecht. De Fransen namen de plant mee naar hun Afrikaanse kolonies. Ook is via de Edinburgse Botanische Tuin in 1878 een nakomeling van de Amsterdamse plant in Nyasaland terechtgekomen, van waaruit zij omstreeks 1900 verder naar Oeganda werd verspreid.
Brazilië en Colombia zijn de belangrijkste producenten van arabica-koffie. Daarnaast zijn Mexico, El Salvador, Guatemala en Costa Rica belangrijke koffieproducenten.

#### Robusta-koffie

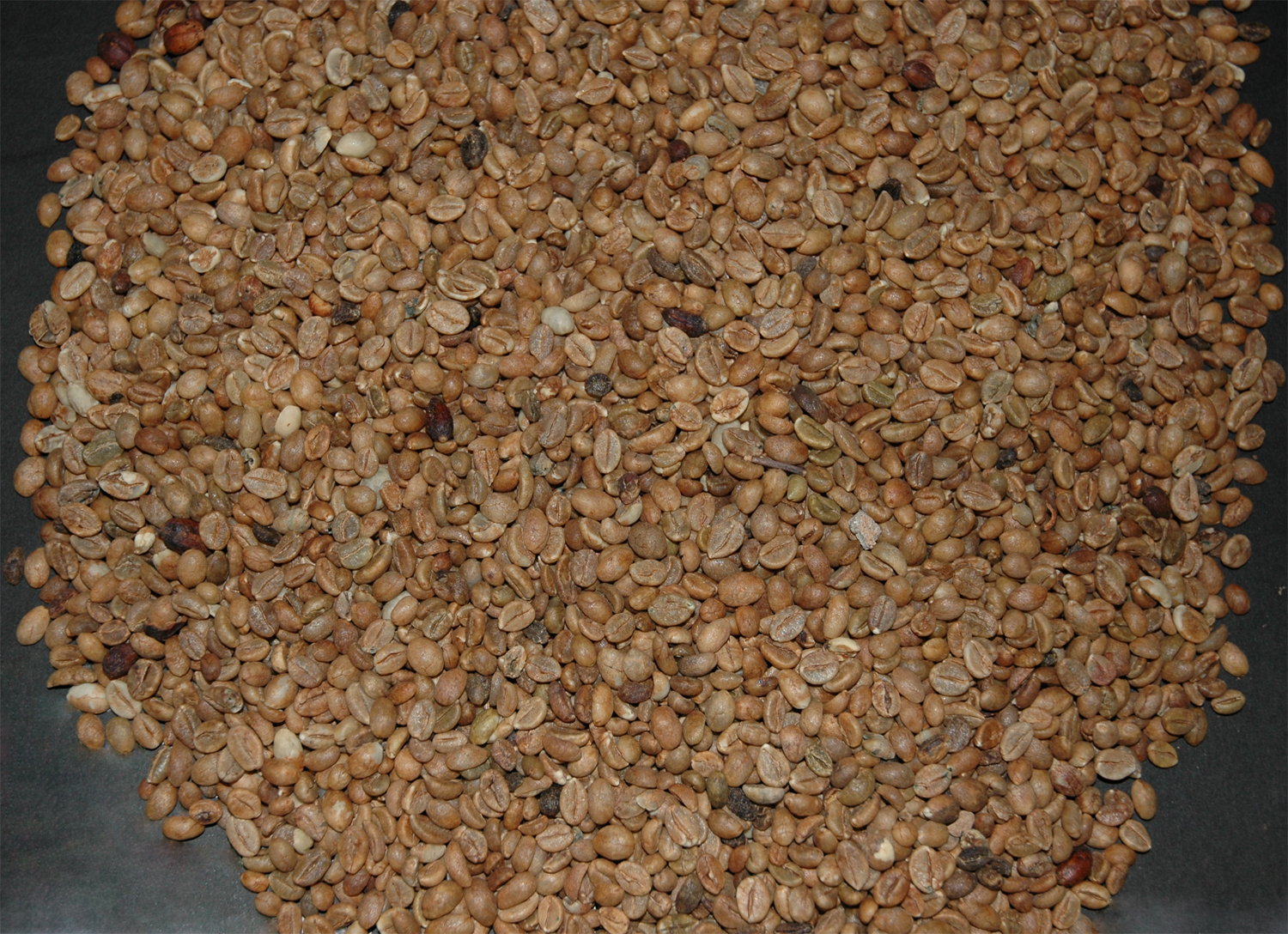
Niet-gebrande C. canephora

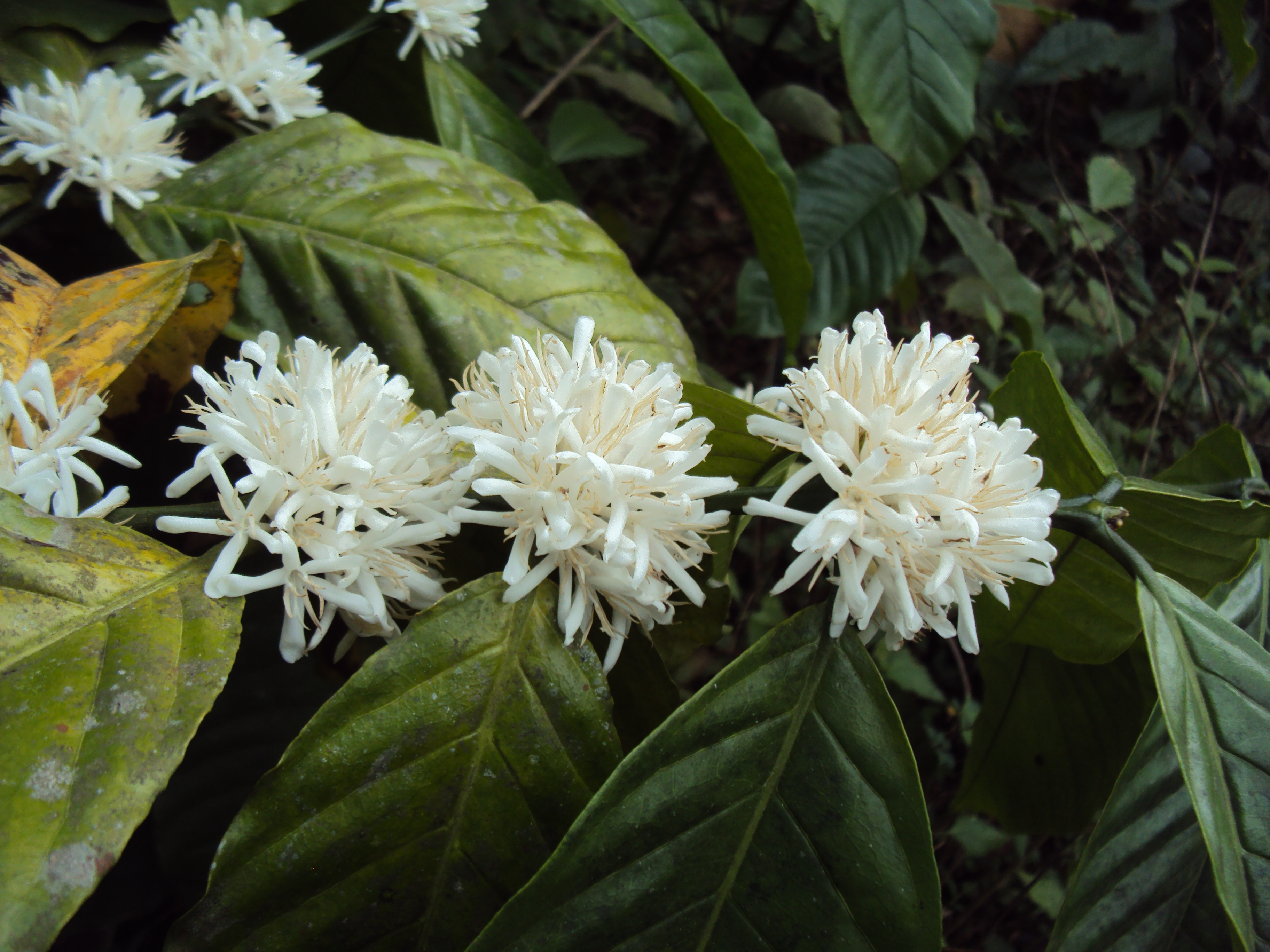
Bloemen van C. canephora

Robusta-koffie (C. canephora A. Froehner, C. robusta L.Linden) komt van oorsprong uit het middelgebergte van Afrika rondom de evenaar, tussen 10° Noorder- en Zuiderbreedte, van de westkust tot Oeganda.
Robusta-koffie is minder vatbaar voor plantenziekten dan arabica-koffie. De soort is daardoor met minder bestrijdingsmiddelen te telen. Bovendien levert ze een grotere oogst dan arabica-koffie. Robusta-koffie is daardoor goedkoper te produceren dan arabica. Deze koffie wordt veel gebruikt voor het maken van koffiepoeder. De bonen bevatten ongeveer 2 - 2,5 % cafeïne, zo'n 70 % meer dan arabica. De Baganda en andere Oegandese stammen teelden deze koffie lang voor de ontdekking door Europese ontdekkingsreizigers en gebruikten de koffiebonen om op te kauwen. Ook werden de bessen gekookt en gedroogd. Daarnaast werden de twee zaden uit een bes gebruikt voor de ceremonie van bloedbroederschap.
In 1900 stuurde Lucien Linden (1851-1940) vanuit Brussel 150 planten naar Java. De planten bleken daar goed te groeien en resistent te zijn tegen koffieroest (Hemileia vastatrix) en al snel breidde de koffieteelt met robusta-aanplant zich sterk uit op Java. Sinds 1900 is de robusta-koffie over de hele wereld verspreid; belangrijke teeltgebieden liggen nu in tropisch Afrika, Azië en Zuid-Amerika. Belangrijke productiegebieden zijn Vietnam, Brazilië, Ivoorkust, Angola, Oeganda, Congo, Madagaskar en Indonesië.

#### Liberica-koffie
Liberica-koffie (C. liberica W.Bull) is afkomstig uit Liberia en Congo-Kinshasa en wordt vooral geteeld in Maleisië, West-Afrika en de Guyana’s. De productie van Liberica is ongeveer één procent van de wereldproductie aan koffie.
Deze koffie is een laaglandsoort die goed aangepast is aan warme equatoriale bossen.
Deze koffiesoort werd, door zijn resistentie tegen ziekten, aan het einde van de 19e eeuw in Indonesië aangeplant als vervanger van de door de koffieroestziekte aangetaste Arabica-koffiebomen.
De plant produceert bessen die twee keer zo groot zijn als die van de C. arabica. De bonen zijn echter van veel mindere kwaliteit. Daarom wordt liberica-koffie meestal geteeld voor lokale consumptie en zelden voor de export. Alleen in Scandinavische landen werd veel liberica-koffie gedronken. Noorwegen was rond de Tweede Wereldoorlog de belangrijkste afnemer van Surinaamse liberica-koffie.

#### Excelsa-koffie
Excelsa-koffie wordt gekenmerkt door de uitgesproken smaak: zurig en fruitig. Vaak wordt deze koffie gemengd met de arabica of robusta. De variant maakt slechts 2% van de handel in koffie uit. De Excelsa werd aanvankelijk gezien als aparte soort maar later als een variëteit van de Liberica-boon, met name de dewevrei-variëteit. Toch wordt de koffievariant in de praktijk nog vaak behandeld als een aparte soort. De koffie wordt hoofdzakelijk gekweekt in Zuidoost-Azië, met name in Vietnam en de Filipijnen.

### Plantenziekten
Aan het einde van de 19e eeuw werd men door plantenziekten genoodzaakt om de gevoelige Coffea arabica te vervangen door de minder gevoelige Coffea canephora (de robusta-koffie), die in Belgisch-Congo werd ontdekt.

### Kwaliteit
Arabica-koffiebonen geven een mildere en aromatischer koffiesmaak en worden vooral gebruikt in de duurdere melanges, zoals goudmerk, dat voor 100% uit arabica-koffie bestaat. Roodmerk is een melange van 30% robusta en 70% arabica. Bij zilvermerk is het aandeel robusta 20% en arabica 80%. Robusta-koffie heeft een bittere smaak. Binnen de soorten komen weer verschillende rassen voor met verschillende eigenschappen zoals verschillen in resistentie tegen schimmelziekten.
De hoogste kwaliteit koffiebonen wordt verkregen als uitsluitend de rijpe vruchten geplukt worden. Dit is grotendeels afhankelijk van de manier waarop men ze plukt: met de hand of mechanisch. Ook achteraf wordt er meestal nog een extra selectie gedaan. Een exclusievere kwaliteit is de Kopi Luwak. Dit is een uitzonderlijke specialiteit, die verkregen wordt door de bonen te verzamelen uit de uitwerpselen van de Loewak (Paradoxurus hermaphroditus), ook wel palmroller of koffierat genoemd.

### Branden
De koffiebonen moeten geroosterd en gemalen worden, voordat er koffie van kan worden gezet. Het branden gebeurt in koffiebranderijen. Sommige mensen roosteren ook thuis en worden dan ook "thuisbrander" genoemd.
Koffie wordt voornamelijk als gemalen koffie, los of in pads, verkocht, terwijl men eerder de bonen veelal zelf maalde in een handkoffiemolen of later in elektrische koffiemolens. Door het vacuüm verpakken is ook de kwaliteit van gemalen bonen goed te behouden. Als gemalen koffie aan de lucht wordt blootgesteld worden de nog aanwezige vetten geoxideerd waardoor de kwaliteit snel achteruitgaat. Daarom wordt gemalen koffie bij de consument in afgesloten voorraadbussen, glazen potten of in de vriezer bewaard.

## Koffie als drank
In Nederland werd de exotische, en toen nog exclusieve, drank aan het einde van de 17e eeuw slechts door een handjevol mensen uit de gegoede burgerij gedronken. Omdat koffie als een mysterieuze drank werd beschouwd, kenden sommige mensen er magische krachten aan toe. Zo ontstond het koffiedikkijken. Vanaf begin 18e eeuw werd de drank door de dalende prijs populairder en kwamen overal koffiehuizen op. Het werd van een drank voor de elite steeds meer een drank voor de hele bevolking. Vanaf 1750 werd het volksdrank nummer één; het verstootte bier van de eerste plaats.

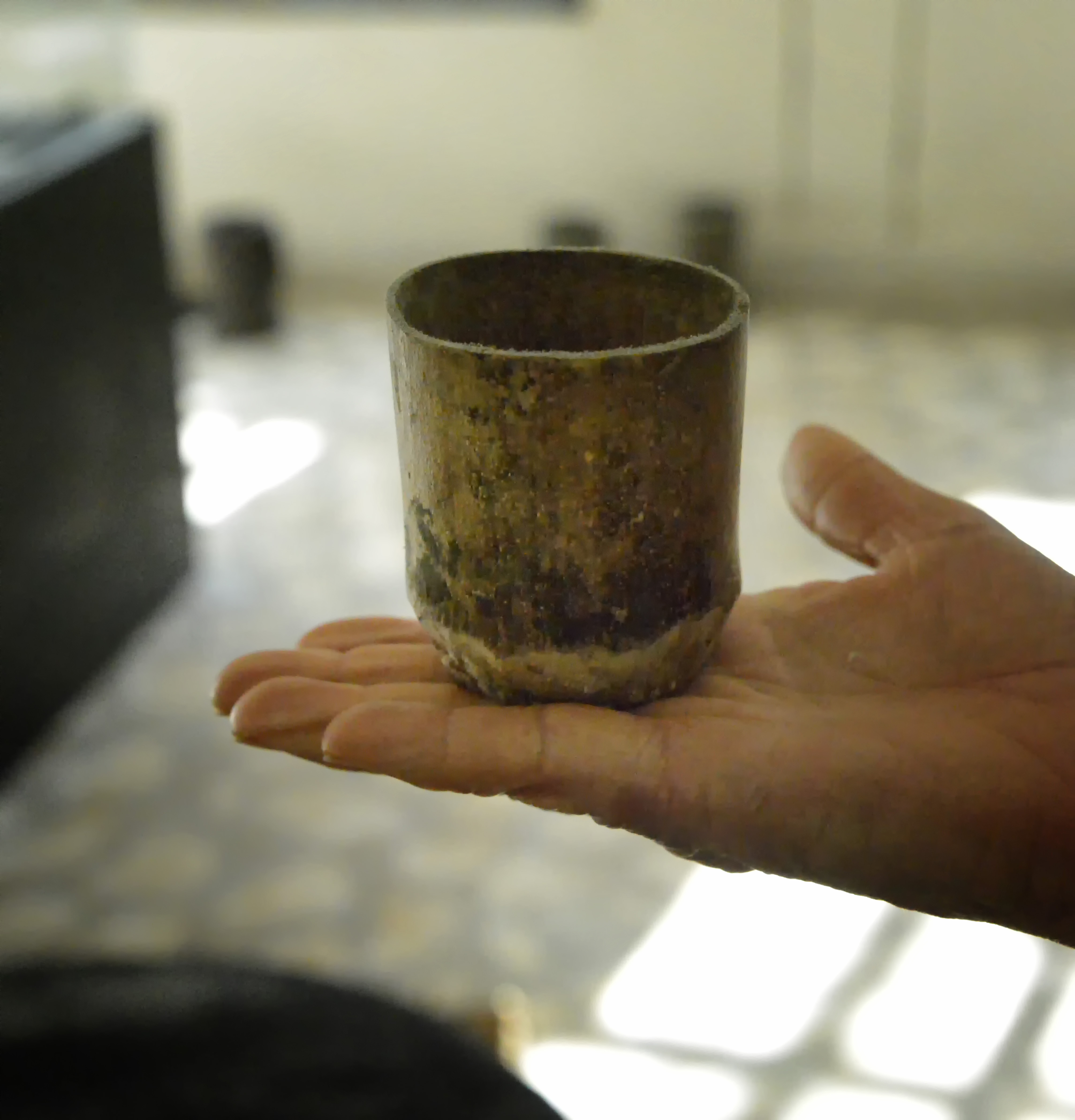
Een oude koffiemok uit het Koninkrijk Kaffa in Ethiopië
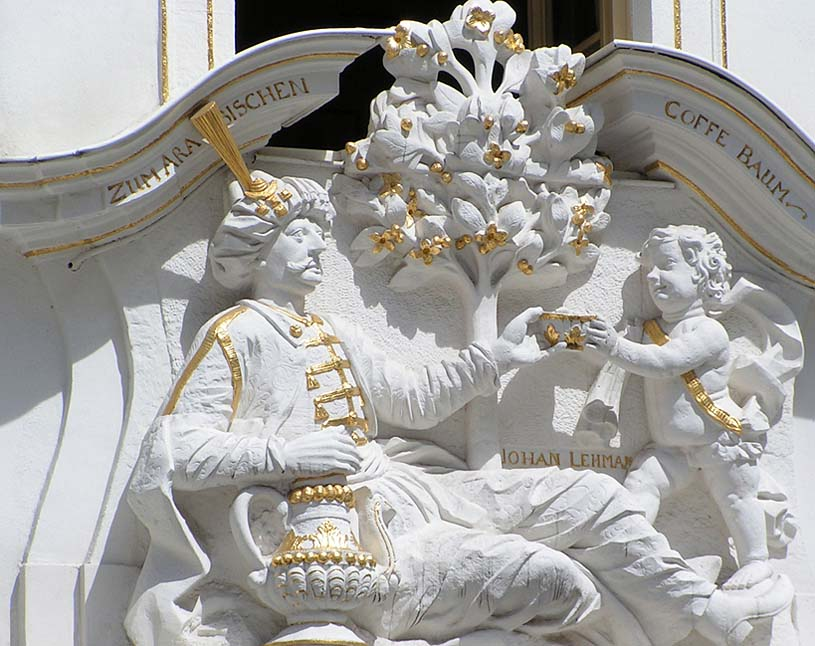
Beeld (omstreeks 1686) van een Ottomaanse man die koffie aangereikt krijgt, boven de ingang van een koffiehuis in Leipzig
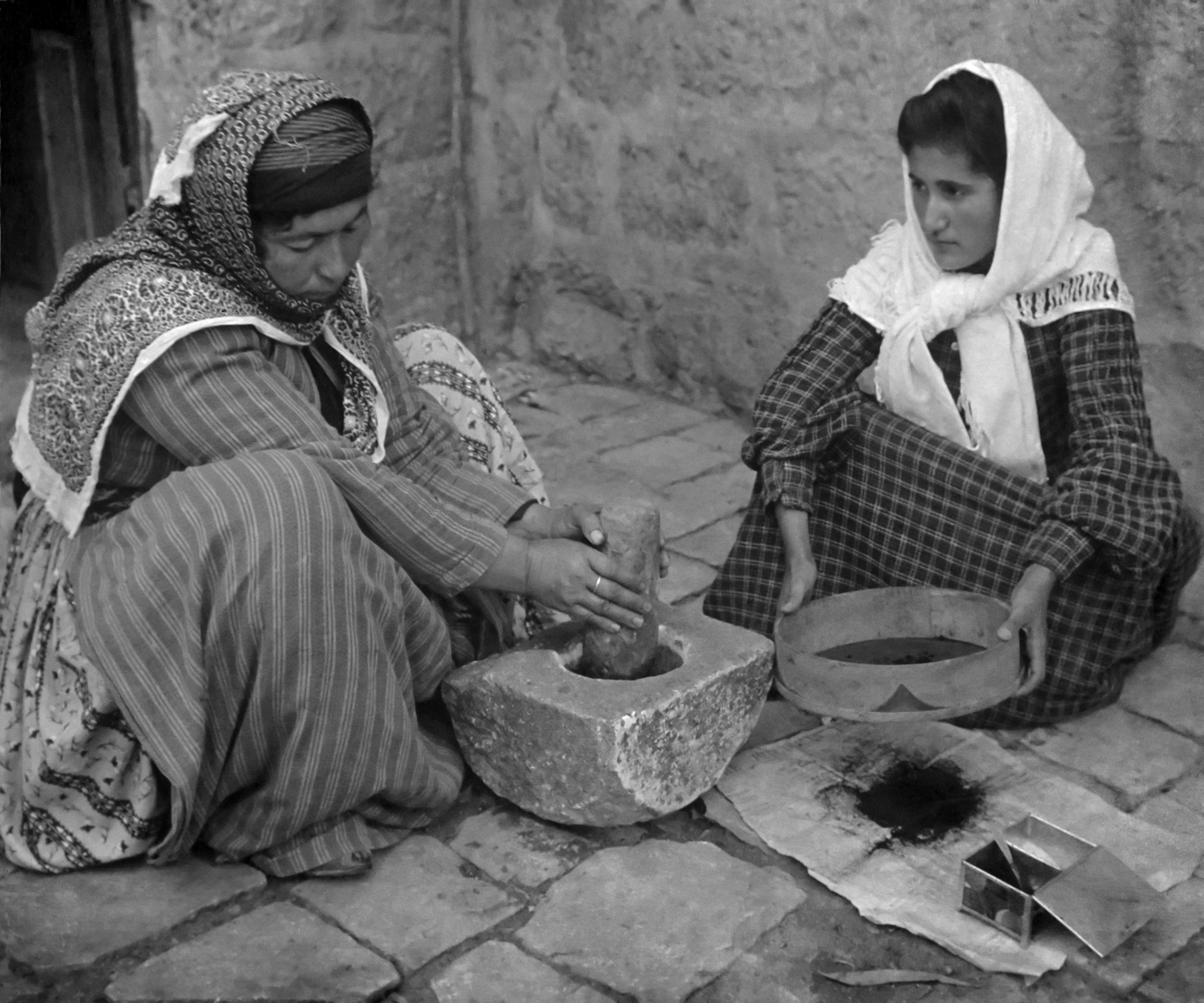
Palestijnse vrouwen malen koffiebonen (omstreeks 1905)

## Naamgeving
De exacte herkomst van het woord koffie is niet zeker. De woorden koffie en café zijn via het Turkse kahve te herleiden tot het Arabische woord qahwa. De woorden voor koffie lijken in de meeste talen op elkaar en gaan dus allemaal terug tot dezelfde wortel. Of het Arabisch er ook helemaal aan ten grondslag ligt, is niet met zekerheid achterhaald. Het woord qahwa, dat oorspronkelijk "wijn" of "kracht" betekende, kan zelf afgeleid zijn van de naam van het Ethiopische Koninkrijk Kaffa, waar de koffie oorspronkelijk vandaan kwam.
| Taal      | Woord  |             | Taal                  | Woord     |                     | Taal       | Woord        |  | Taal | Woord |
| Arabisch  | Qahwa  | Fins        | Kahvi                 | Khmer     | Gafe                | Russisch   | Кофе         |  |      |       |
| Bulgaars  | Кафе   | Frans       | Café                  | Latijn    | Coffea, Coffeae vr. | Spaans     | Café         |  |      |       |
| Cantonees | Khá Fè | Grieks      | Καφές (Kafès)         | Maleis    | Kawa                | Swahili    | Kahawa       |  |      |       |
| Kroatisch | Kava   | Hebreeuws   | קפה (Kafè)            | Mandarijn | 咖啡 (kā fēi)       | Thais      | กาแฟ (kafae) |  |      |       |
| Deens     | Kaffe  | Hongaars    | Kávé                  | Noors     | Kaffe               | Turks      | Kahve        |  |      |       |
| Duits     | Kaffee | Indonesisch | Kopi                  | Pools     | Kawa                | Vietnamees | Cà phê       |  |      |       |
| Engels    | Coffee | Italiaans   | Caffè                 | Portugees | Café                | Zweeds     | Kaffe        |  |      |       |
| Esperanto | Kafo   | Japans      | kōhī (コーヒー, 珈琲) | Roemeens  | Cafea               | Fries      | Kofje        |  |      |       |

## Productie

### Van boon tot branden

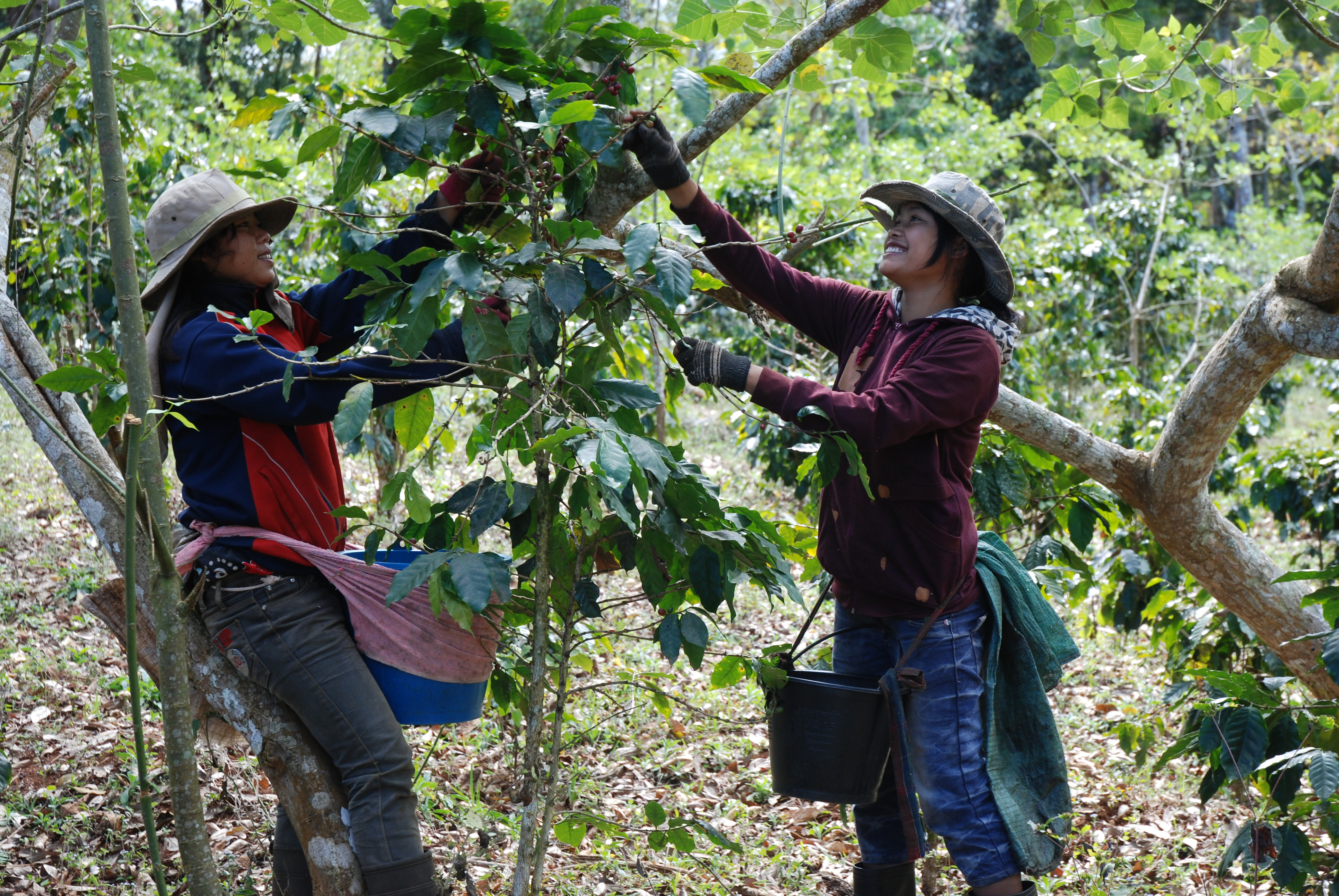
Plukken van koffiebessen

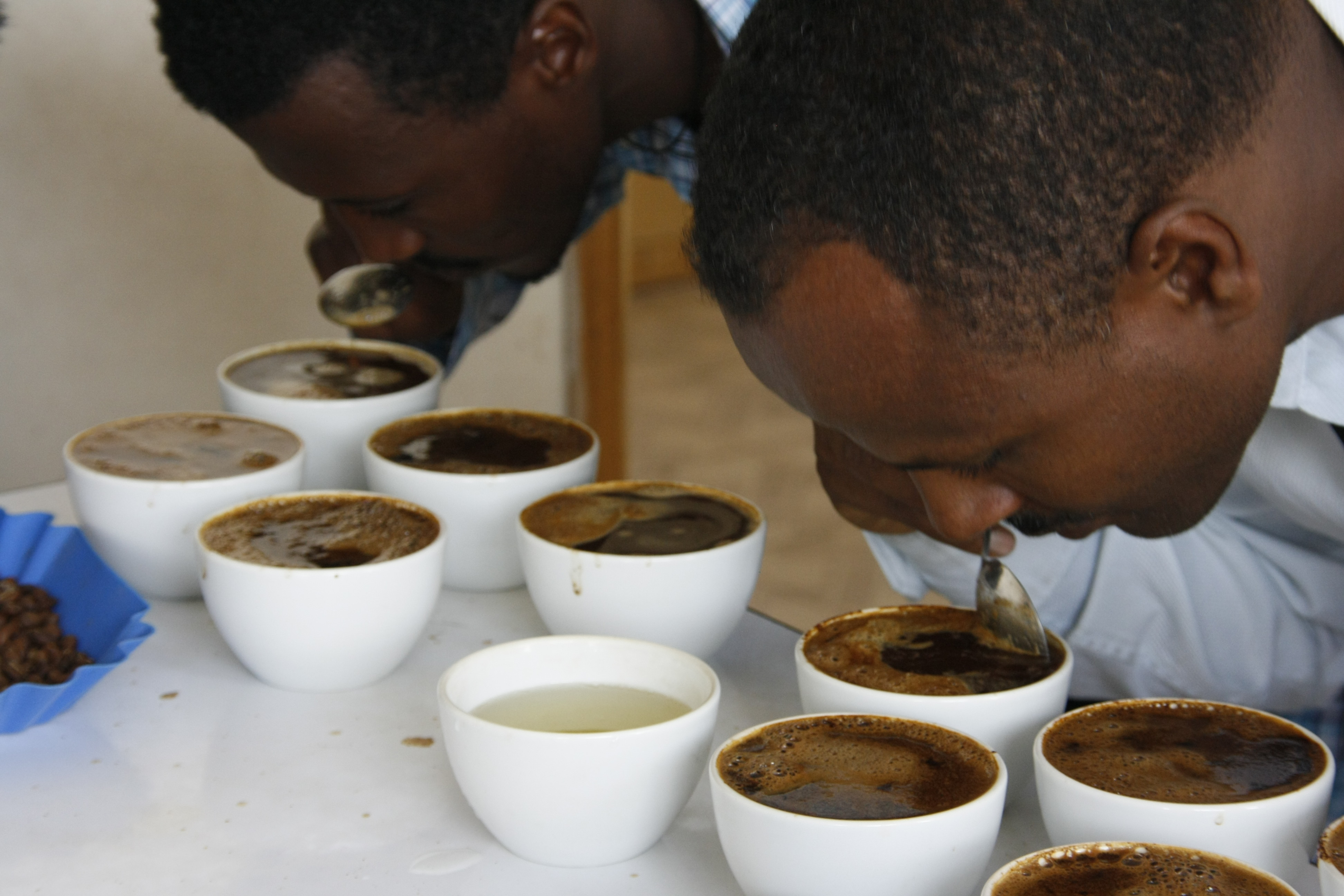
Kwaliteitscontrole door getrainde koffieproevers

Koffie wordt gemaakt van de ontvelde, gedroogde, geroosterde en gemalen zaden van de koffieplant. Deze zaden worden koffiebonen genoemd maar botanisch gezien is dit niet juist. De vrucht van de koffieplant is een steenvrucht. Dat is een vrucht met een dikke harde pit en een dun laagje vruchtvlees. Deze pit (oftewel zaad) lijkt echter sterk op een boon wordt daarom koffieboon genoemd.
De bessen hebben zo'n acht maanden nodig voordat ze rijp genoeg zijn om geplukt te worden. In die acht maanden verkleuren ze van groen naar rood. Voor de duurdere koffie worden de bessen nog weleens selectief geplukt, maar meestal worden alle bessen geplukt, zowel de rode als de groene. Hierna volgt eventueel nog een selectie waarbij de mindere bessen worden weggegooid.
Hierna volgt een stap die het natte proces wordt genoemd. De bessen worden in een bassin met water gedaan. De onrijpe bessen blijven drijven en de rijpe zinken. Wanneer de onrijpe bessen eruit geschept zijn, moet bij de rijpe bessen het vruchtvlees verwijderd worden. Dit wordt gedaan door de bessen onder water door een rooster te persen. Het overige vruchtvlees laat men vervolgens fermenteren, wat een à twee dagen duurt. Hierna worden de pitten machinaal geborsteld tot ze schoon zijn van vruchtvlees.
Daarop volgt het droge proces. De vrijgekomen koffiebonen worden gedroogd in de zon, op een vloer of op een tafel. De bonen moeten om de paar uur omgeroerd worden. Dit is een delicaat proces, aangezien de bonen ook niet té droog mogen worden. Soms worden speciale ovens gebruikt om de bonen te drogen. Oorspronkelijk werd het natte proces overgeslagen en werden de bonen met vruchtvlees en al gedroogd; dit gebeurt ook nu soms nog wel.
Als de bonen gedroogd zijn, worden ze nogmaals geborsteld om de laatste ongewenste laagjes eraf te krijgen. Daarna worden ze gesorteerd op verschillende kwaliteitscriteria en vervolgens "gemelangeerd" (gemengd). Door het mengen van verschillende selecties tracht men een smaak te krijgen die door de jaren heen constant is, voor een bepaalde aankoopprijs.
Hierna volgt het koffiebranden. De bonen worden in een speciale oven geroosterd totdat ze de juiste geur krijgen. Tijdens het roosteren ontstaan zo'n zevenhonderd verschillende chemische stoffen. Een deel van de gebrande bonen wordt gemalen, vacuüm verpakt, en geleverd aan winkels. Een ander deel wordt ongemalen verkocht.
Een speciale manier om koffie te bewerken is het aan zeelucht blootstellen van de nog ongebrande bonen; dit wordt de zogenaamde monsooned coffee. Door de tropische zeelucht worden de bonen minder zuur. Toen de koffie in Europa geïntroduceerd werd, was dit een vast onderdeel van het proces. De koffie moest immers vanuit Jemen helemaal om Afrika heen vervoerd worden. Toen het Suezkanaal geopend werd, viel dit proces weg. Bepaalde koffiesoorten worden echter nog steeds in open pakhuizen aan de kust blootgesteld aan zeelucht.
Om cafeïnevrije koffie te maken bestaan verschillende chemische processen. Deze cafeïne-extractie wordt uitgevoerd op de nog ongebrande bonen.

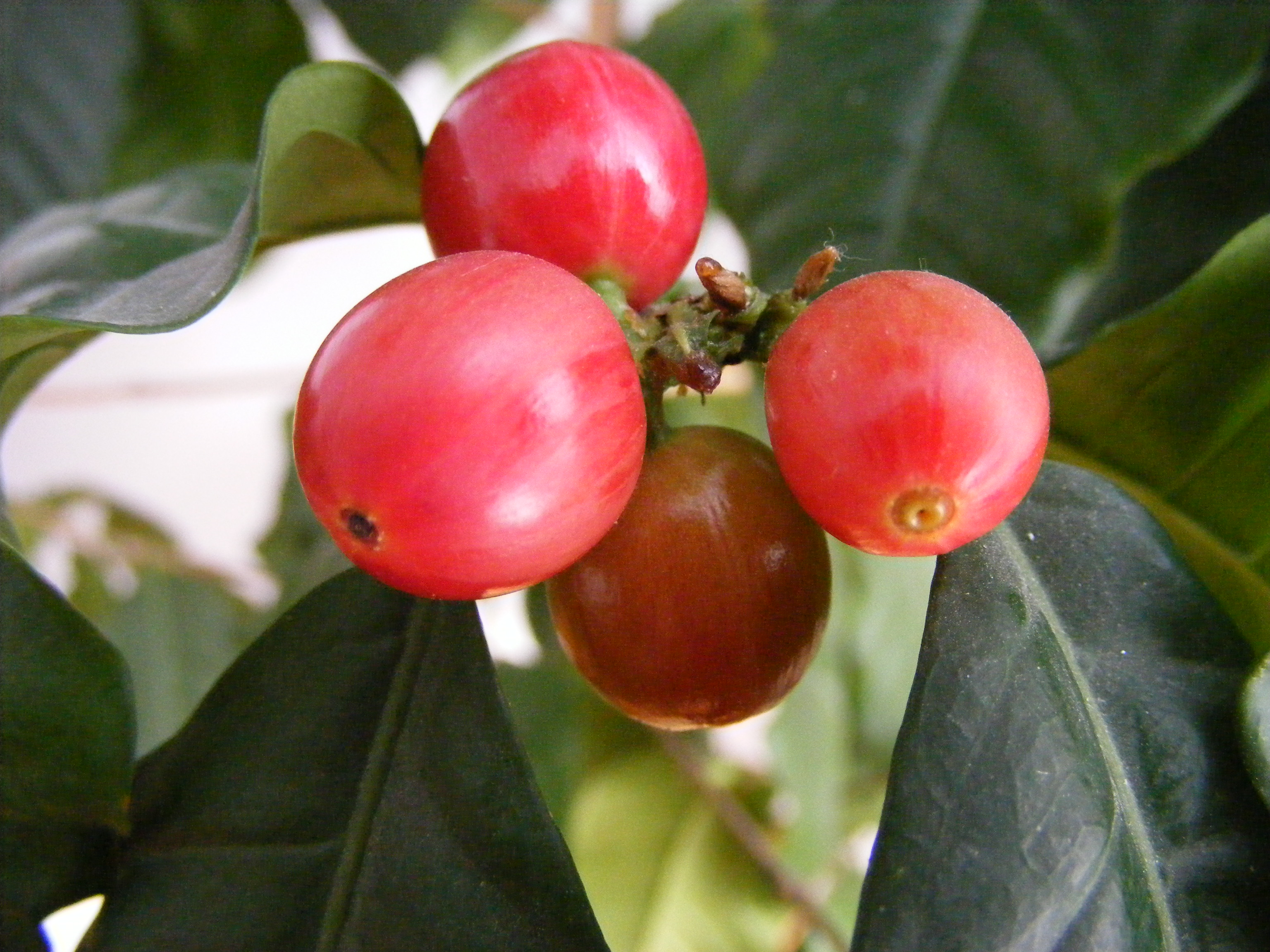
Koffiebessen
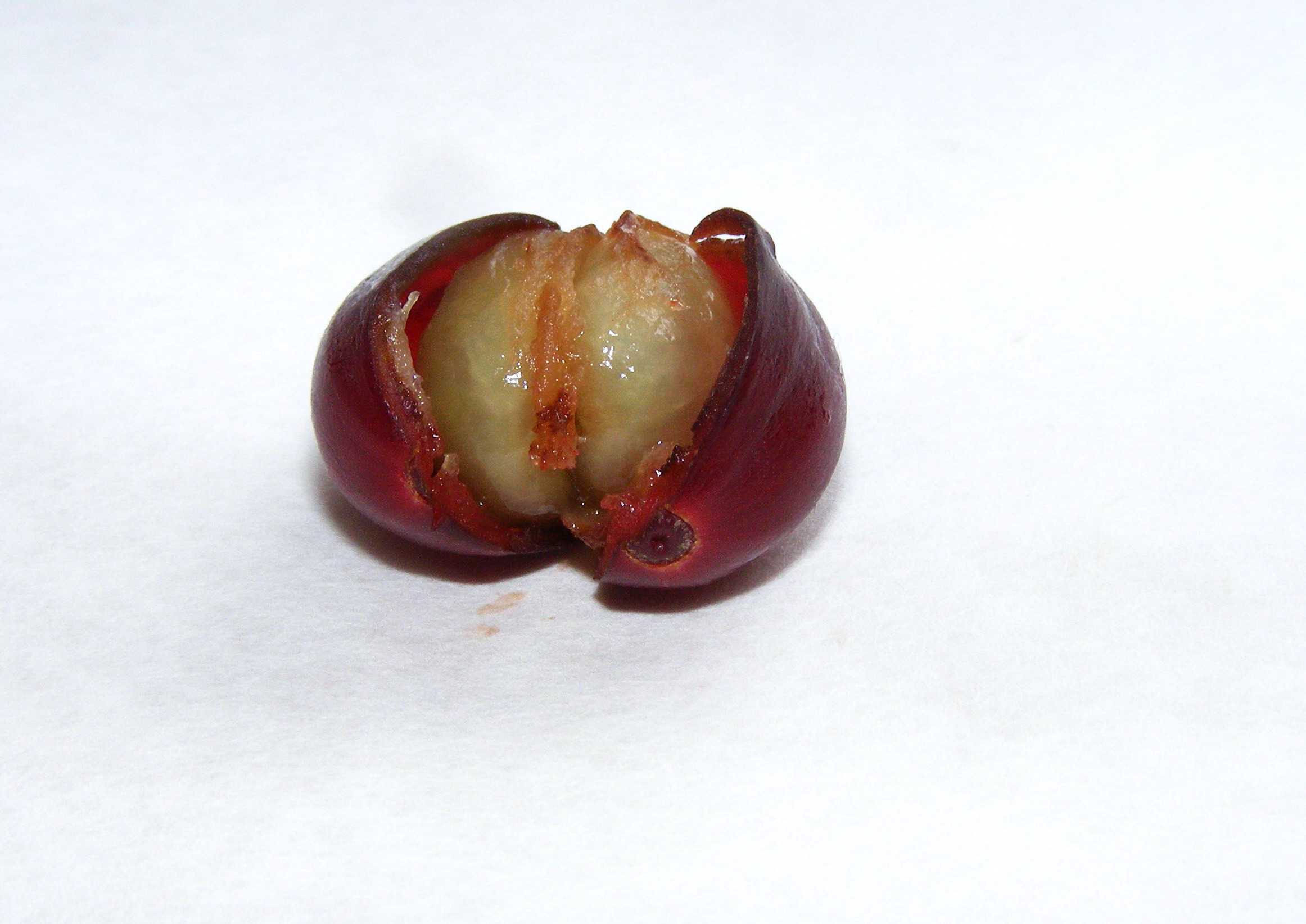
Opengemaakte koffiebes
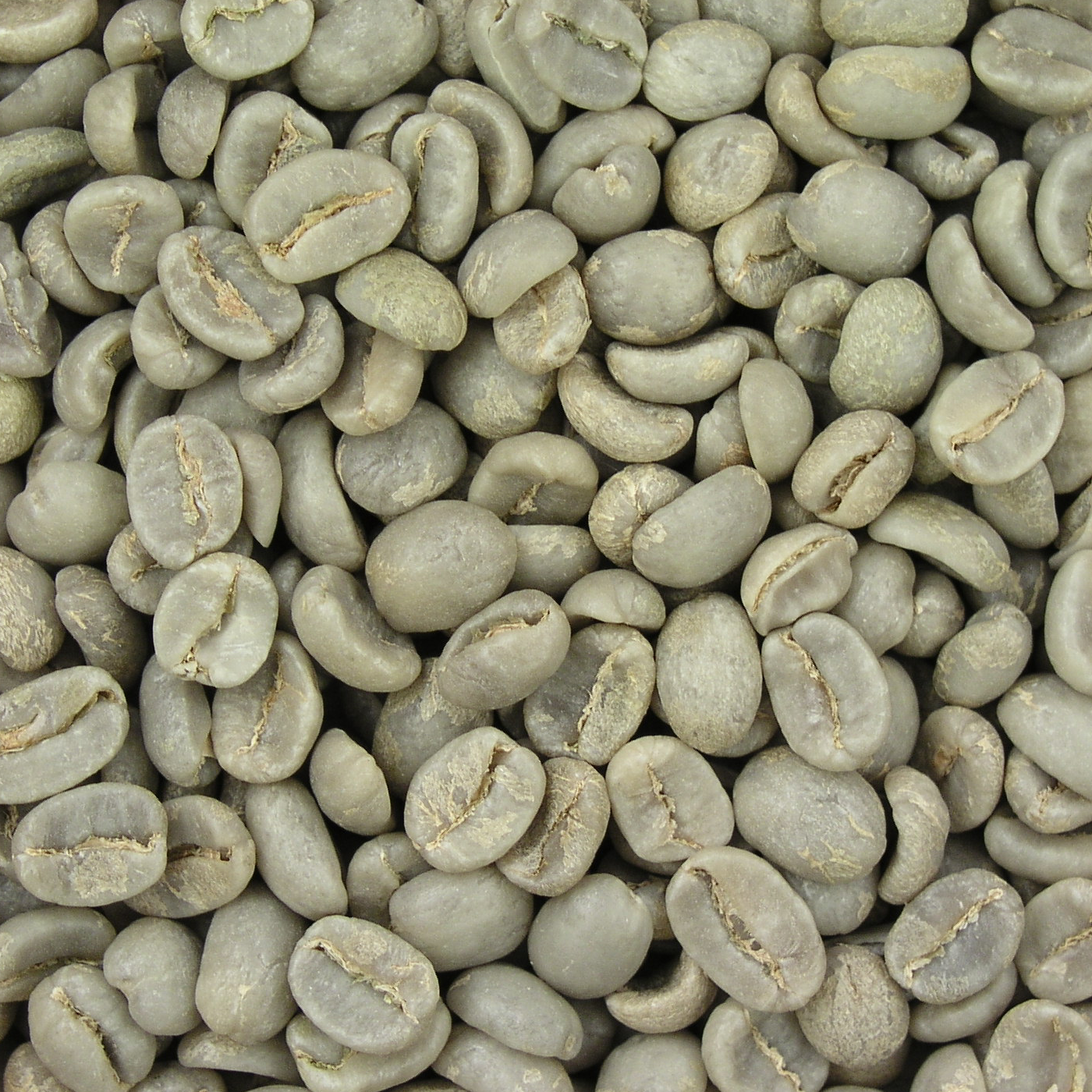
Ongebrande koffiebonen
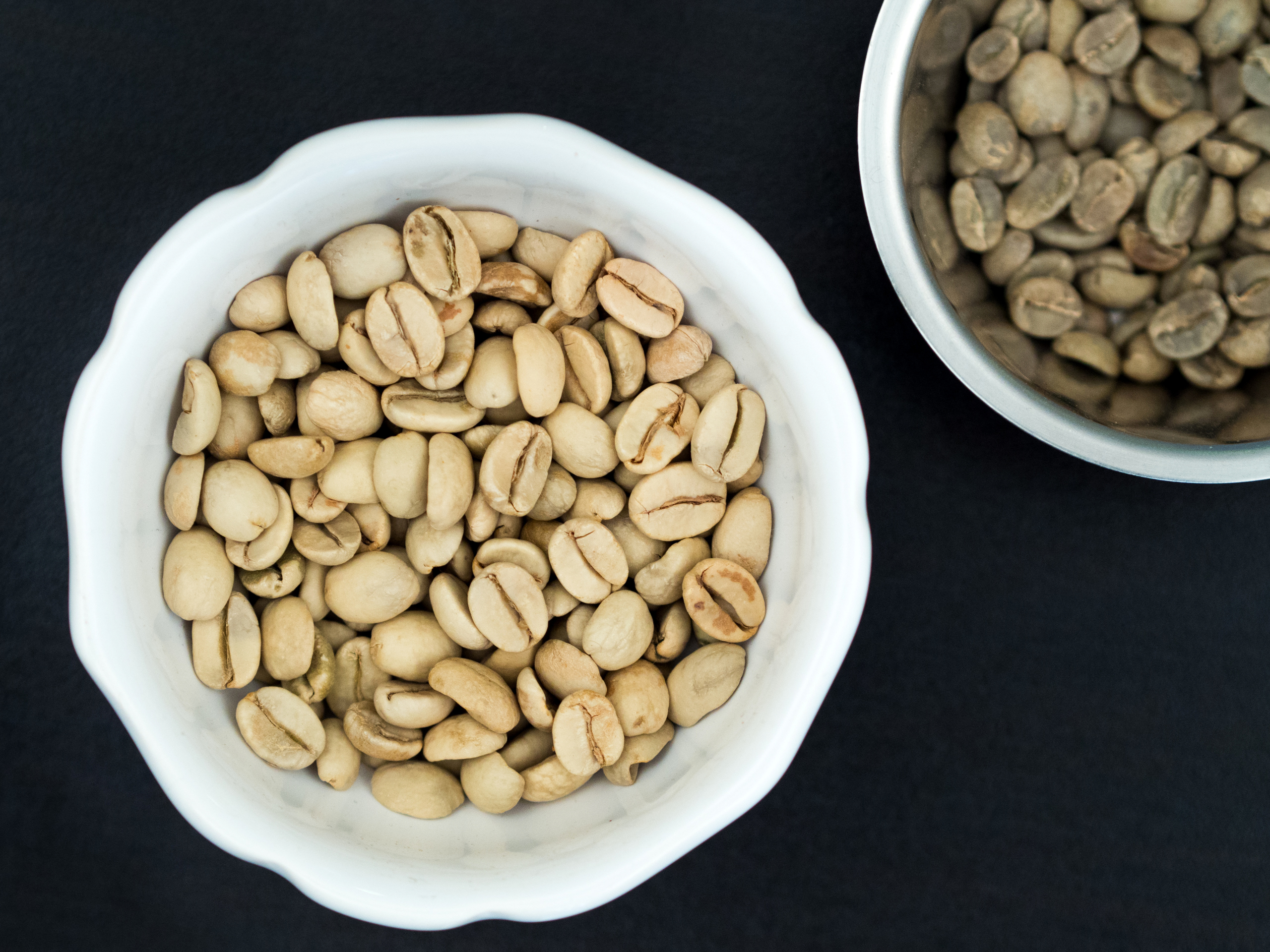
Monsooned ongebrande koffiebonen krijgen een andere kleur
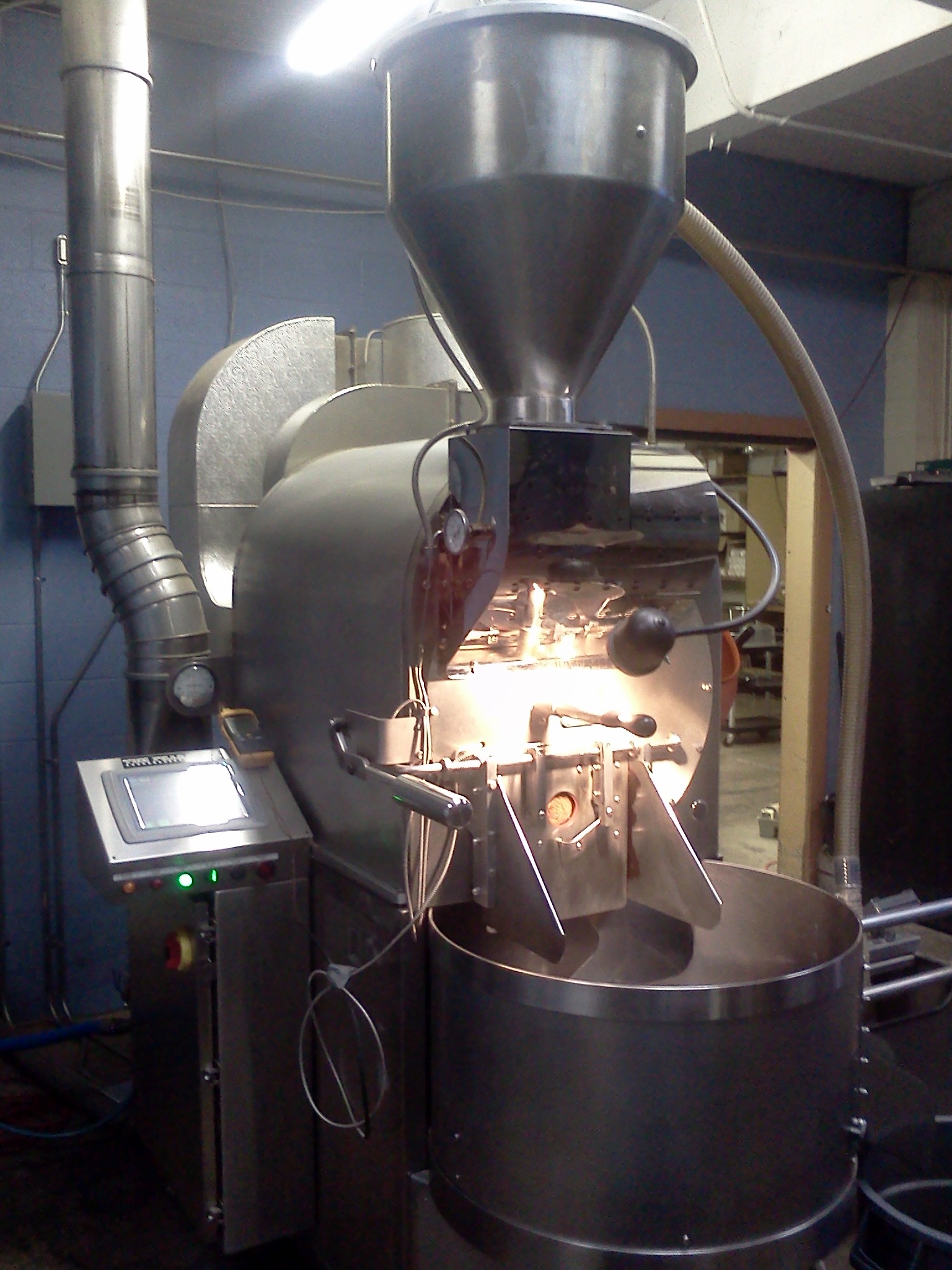
Een koffiebrander
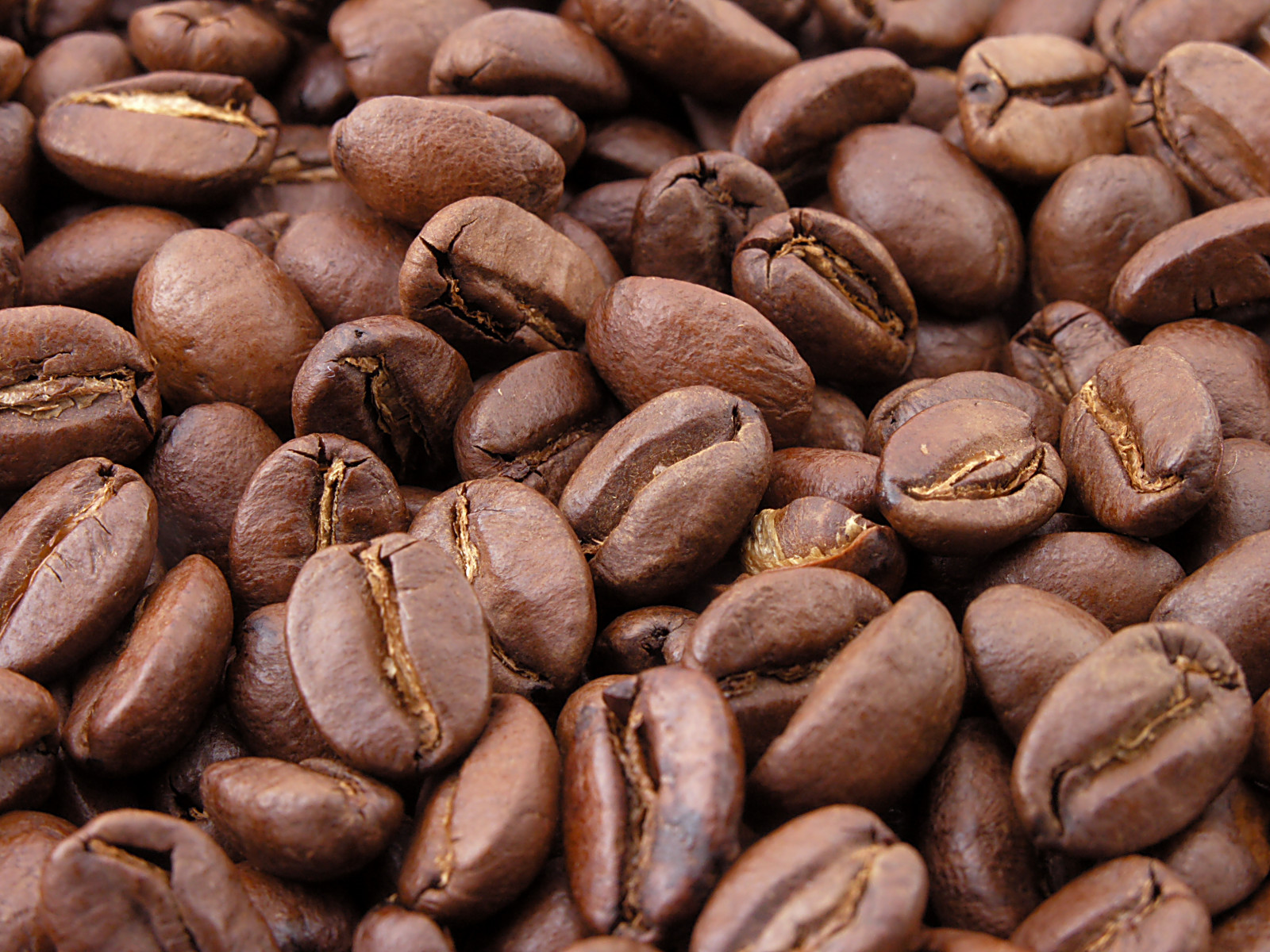
Gebrande koffiebonen
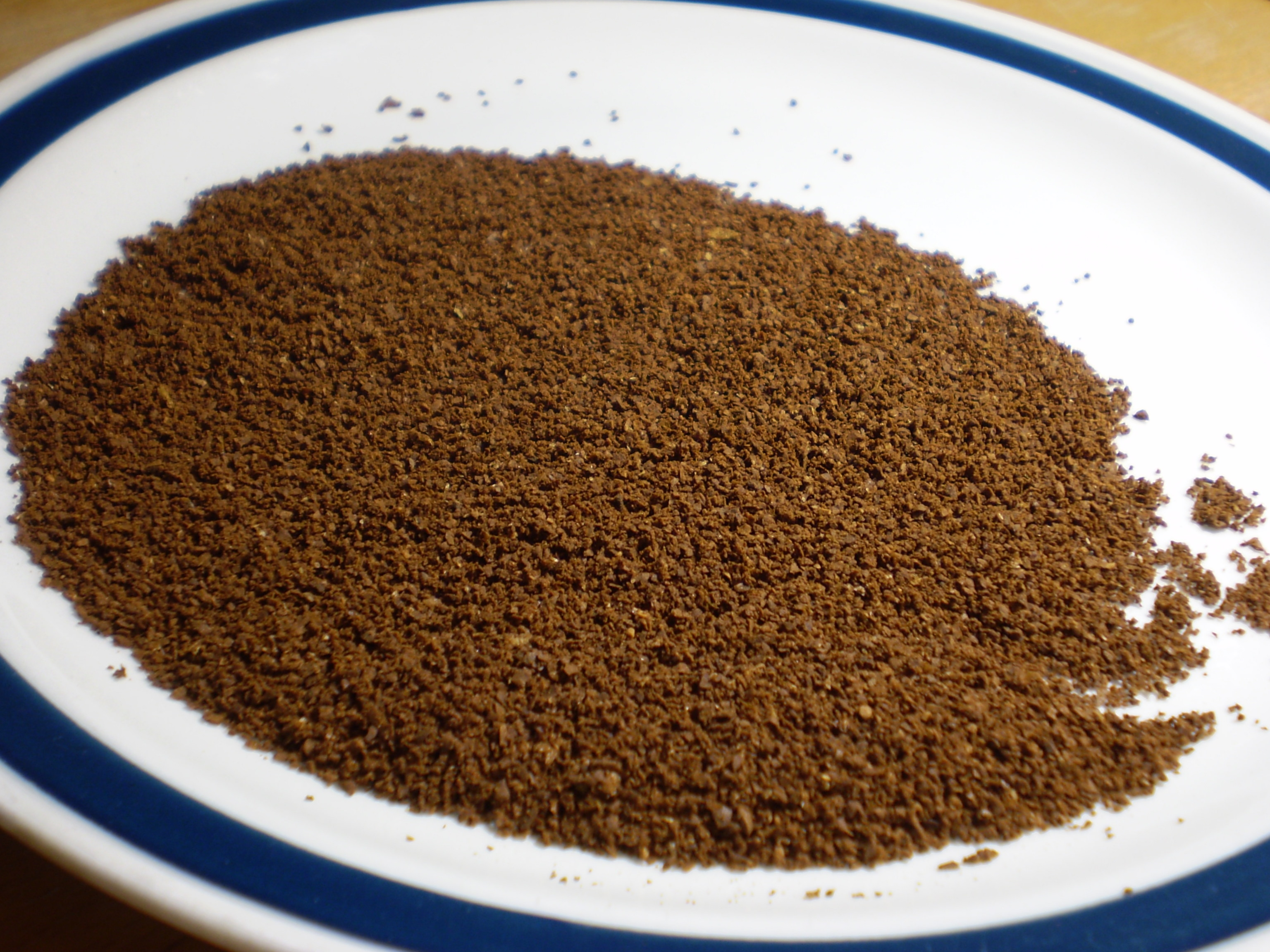
Gemalen koffiebonen

### Van gebrande boon tot koffiepoeder

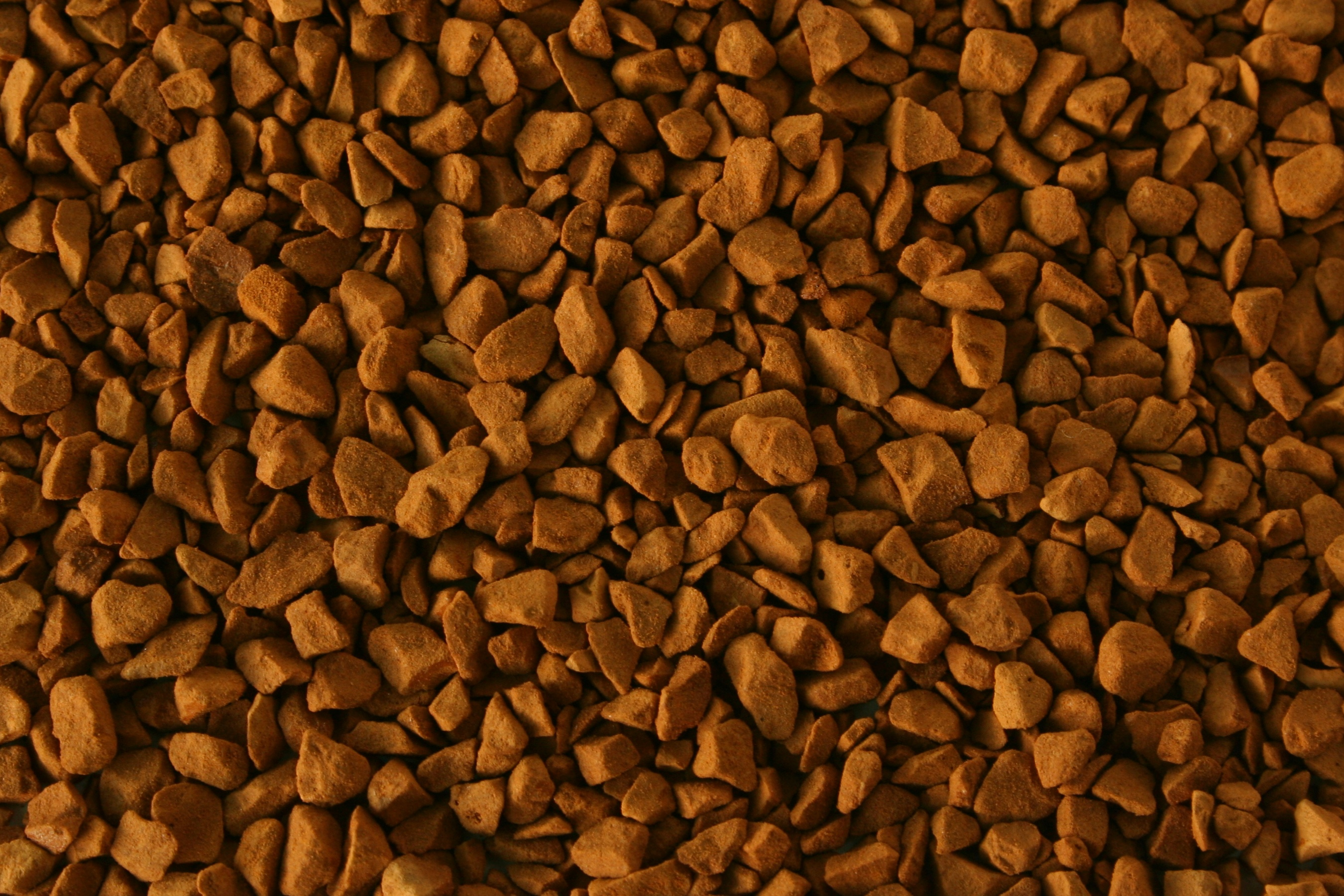
Gevriesdroogde oploskoffie

Na het oogsten en drogen van de koffieboon wordt deze gebrand en gemalen. Afhankelijk van de maalgraad kan er op verschillende manieren koffie mee worden gezet. Wordt deze koffie vervolgens gevriesdroogd, dan kan door een speciaal procedé oploskoffie (ook wel instantkoffie genoemd) worden gemaakt.

## Koffiezetten
Koffie is van nature bitter. Er zijn in de loop van de eeuwen verschillende methoden bedacht om de bittere smaak te onderdrukken en de overige aroma's naar de voorgrond te krijgen en de hoeveelheid cafeïne te reguleren. Een basisregel is dat de cafeïne en de bittere smaak net iets langzamer in het water worden opgenomen dan de andere aroma's.

### Factoren die de smaak bepalen

#### Hoeveelheid en maalgraad
Als gemalen koffiebonen niet al te lang met het water in aanraking komen, resulteert dat in minder sterke koffie met meer smaak. Espresso's hebben een fijnere maling waar het water doorheen geperst wordt. Dit resulteert in een sterkere koffie met een rijke smaak.

#### Soort water
Het hoofdbestanddeel van koffie is water. De samenstelling van dat water is bijgevolg van belang. Het gehalte aan droge stof dat het water bevat, is van invloed op het oplossingsvermogen van het water en de hoeveelheid koffie die nodig is om tot hetzelfde resultaat te komen. Het drinkwater zal dus in hoge mate de smaak en het uiterlijk en dus de waardering bepalen. Dezelfde koffie, gezet met leidingwater of bronwater zal een ander uiterlijk hebben en anders smaken.

#### Temperatuur
Om van de gemalen bonen koffie te maken, wordt er net niet kokend water aan toegevoegd. Dat kan volgens verschillende methodes, zoals de filtermethode en de espressomethode. De temperatuur van het water is bepalend voor de smaak: bij lagere temperaturen blijft de smaak van de bonen behouden, bij hogere temperaturen domineert de gebrande smaak.
Koude koffie, of "cold brew", wordt gemaakt op een gelijkaardige manier als filterkoffie, met het verschil dat men koud water gebruikt. Er bestaan hiervoor ook gespecialiseerde toestellen. Doordat de koffie zich ontwikkelt met water op een andere temperatuur is de smaak volledig anders.

### Zetmethoden
Globaal kan men de zetmethoden voor koffie in drie groepen onderscheiden: filteren, oplossen, en laten bezinken.

#### Filteren
Filterkoffie wordt gezet met behulp van een papieren koffiefilter in een houder die gevuld wordt met gemalen koffie, waarop bijna-kokend water geschonken wordt. Onder het filter staat een koffiekan, het liefst au bain-marie. De meeste thuis gebruikte koffiezetters werken identiek maar daarbij wordt de koffie op een elektrisch plaatje warm gehouden.

#### Oplossen
Oploskoffie kan in de vorm van koffiepoeder of -korrels direct in heet water worden opgelost. Vrijwel alle soorten bestaan ook in varianten zonder cafeïne (decafé). Instantkoffie kan met koud water verwerkt worden tot frappé.

#### Bezinken

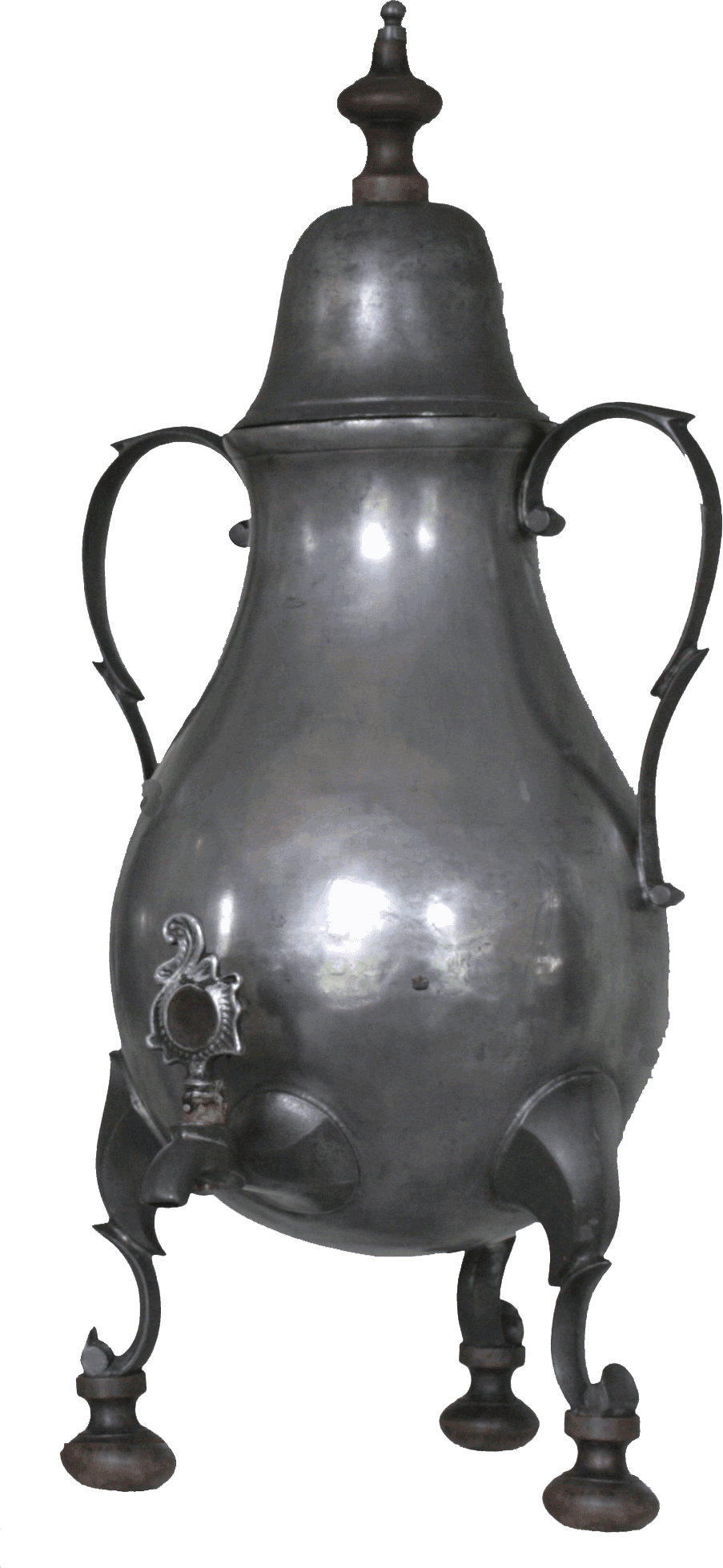
Een kraantjespot

Naast filteren en oplossen zijn er ook zetmethodes waarbij de gemalen bonen met heet water worden opgegoten, waarna men het koffiedik laat bezinken. Bekend is het Indonesische kopi tubruk, wat zoveel betekent als "botsende koffie". Deze naam laat zich verklaren door het water dat met de koffie in het kopje botst tijdens het opgieten in het kopje. Wanneer de koffie eenmaal is bezonken wordt hij gedronken, waarbij men het laatste beetje met de drab niet zal opdrinken.
Het laten bezinken kan ook in een kan of pot. Een voorbeeld is de kraantjespot, een kan met een ronde buik waarin de koffiedik kan bezinken. Door middel van een kraantje kan de koffie erboven worden afgetapt. Wordt de koffie in een speciaal pannetje gezet om vervolgens te worden afgegoten, dan noemt men dat Turkse koffie.

##### Turkse koffie

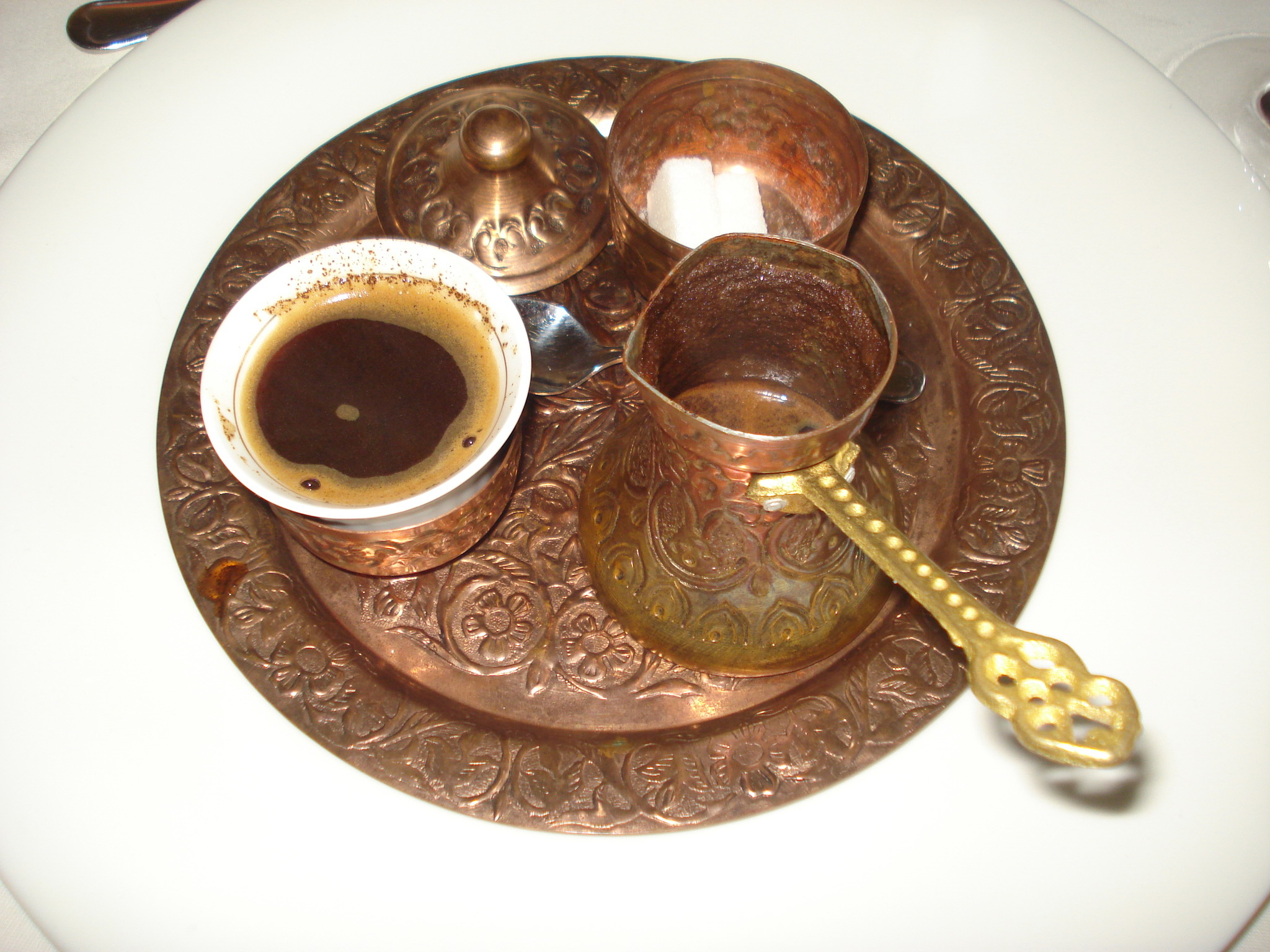
Turkse koffie

Turkse koffie, wordt gemaakt volgens een methode die algemeen is in Turkije, Noord-Afrika, delen van Oost-Europa, Iran en Griekenland. Dit is koffie die, in verhouding met gewone koffie, kort gebrand is en zeer fijn gemalen. De koffie wordt in een cezve (djezwe), een speciaal pannetje dat meestal van brons of koper is, gedaan, samen met een gelijke hoeveelheid suiker. Hier wordt water aan toegevoegd dat dan heel langzaam aan de kook wordt gebracht. Dan wordt het met koffieresidu en al in een kopje geschonken.

### Soorten koffiemachines
Tot het begin van de 20e eeuw was de meest gebruikte methode koken van de gemalen bonen in het water, vergelijkbaar met Turkse koffie. Hierna kwamen modernere methoden in zwang. In de tweede helft van de 20e eeuw kwamen de eerste espressomachines op de markt waarmee een nieuwe manier van koffiezetten, één kop tegelijk, werd geïntroduceerd. Het espresso-apparaat raakte ingeburgerd alsook de mokkapot (uitgevonden in 1933) en de snelfiltermethode. Vanaf eind 20e eeuw raakten koffiepadapparaten in gebruik, waarmee automatisch een of twee koppen koffie per keer kunnen worden gemaakt.

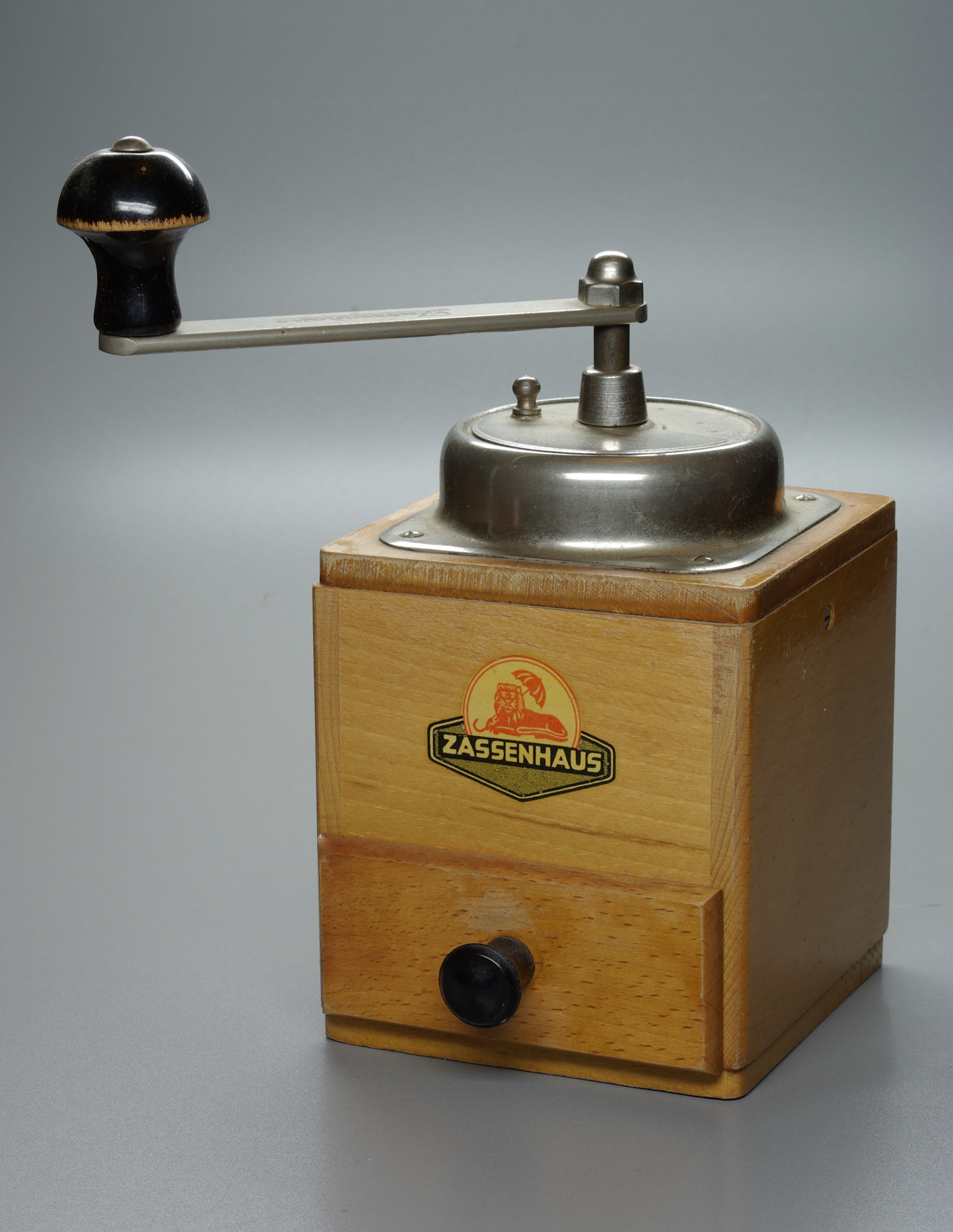
Koffiemolen
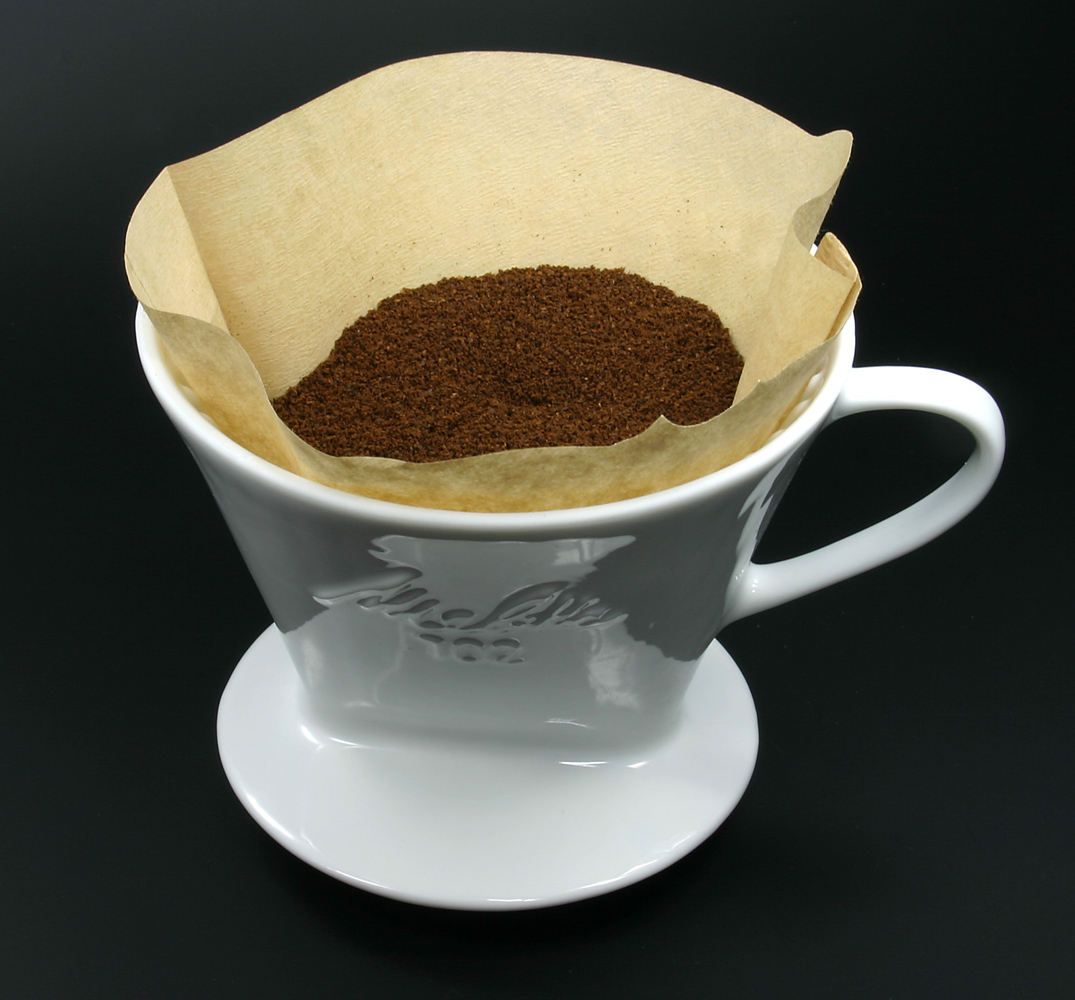
Gevuld koffiefilter

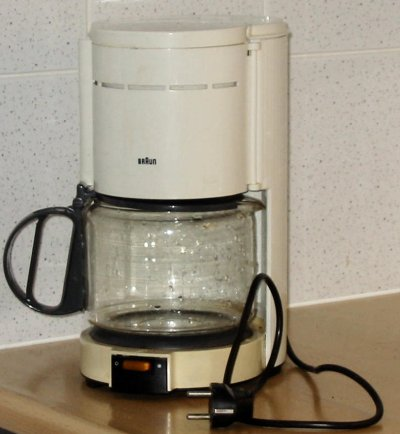
Koffiezetapparaat uit circa 1985
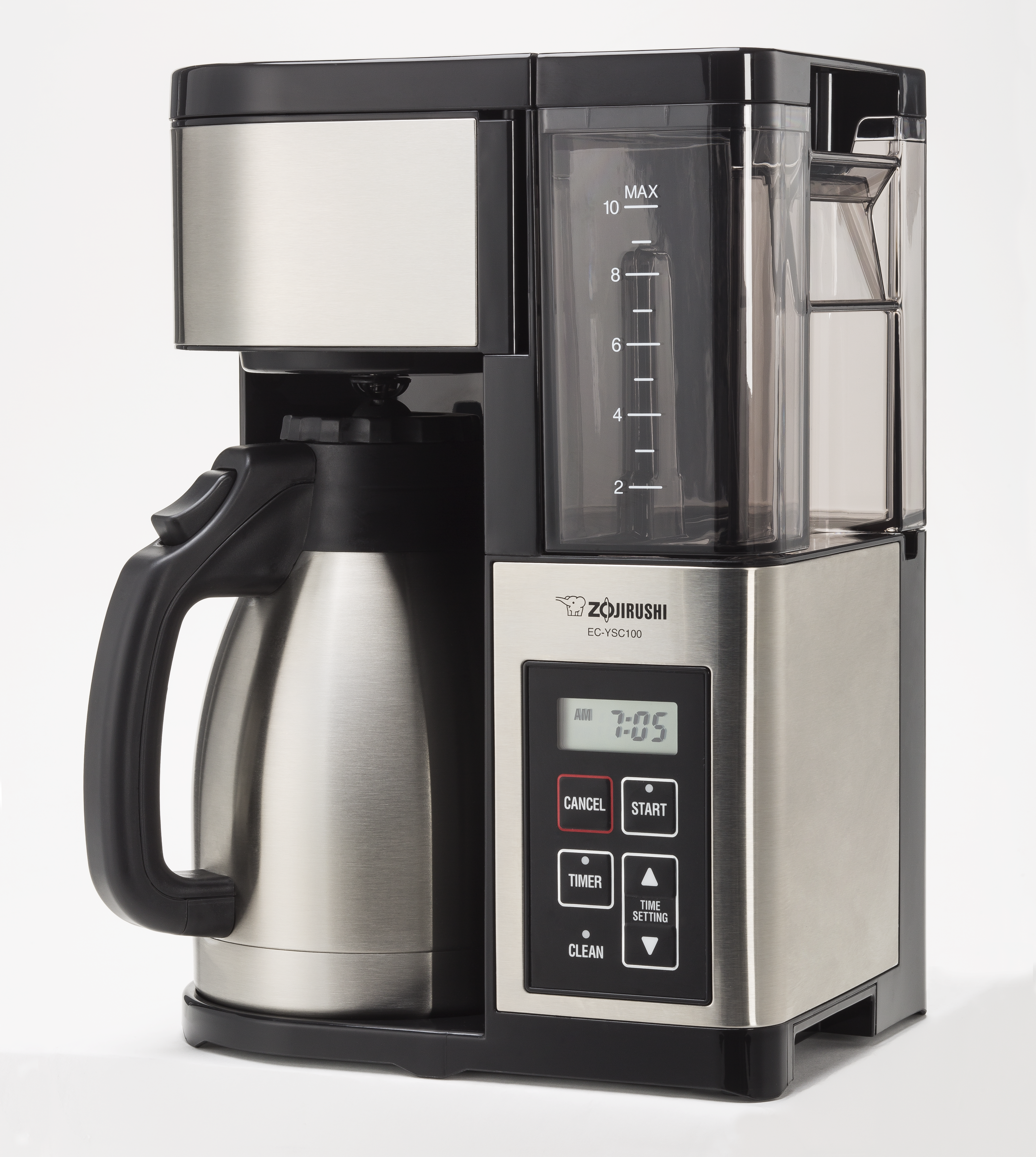
Modern koffiezetapparaat
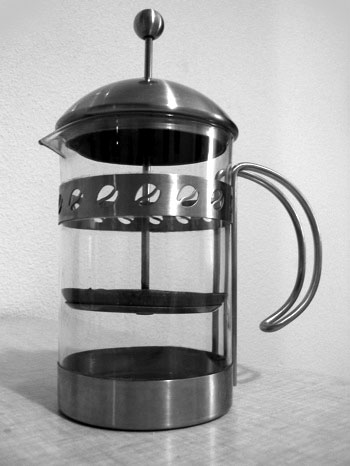
Cafetière
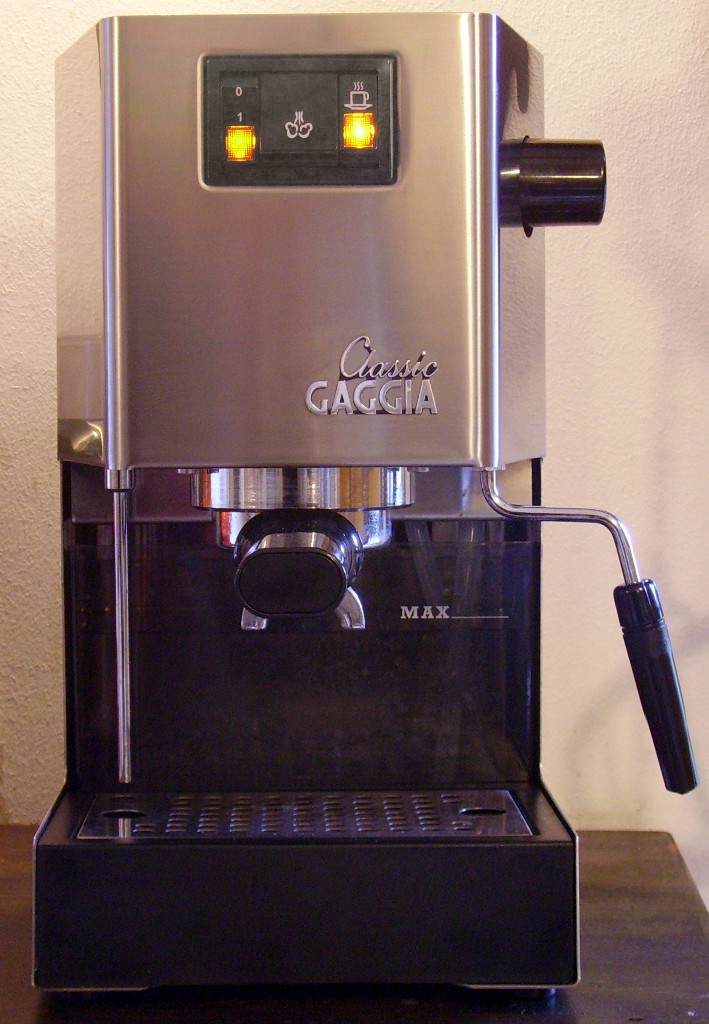
Expressomachine voor thuisgebruik

#### Cafetière
Grof gemalen koffie wordt in de glazen kan van de cafetière gedaan. Daarna wordt er heet water (95 - 98 °C) op gegoten waarin wordt omgeroerd. Vervolgens laat men het mengsel circa vier minuten trekken, waarna het metalen of kunststof filter naar beneden wordt gedrukt. De koffie is dan klaar om te worden gedronken.

#### Mokkapot
Een mokkapot is een driedelig metalen apparaat voor op het fornuis, bestaande uit een waterreservoir, daarop een trechtervormig koffiefilter en bovenaan een opvangreservoir voor de bereide koffie. Onderin gaat vers water en dan verwarmt men het reservoir. Door de druk die tijdens het opwarmen ontstaat, wordt het water met ongeveer 1,5 bar (afhankelijk van de maalgraad) door de koffie geperst en vervolgens in het reservoir opgevangen. De zettijd hangt af van de grootte van het apparaat en varieert van vijf tot tien minuten.
De van oorsprong Italiaanse koffiepot wordt ook wel percolator genoemd, hoewel de methode verschilt.

#### Espressomethode

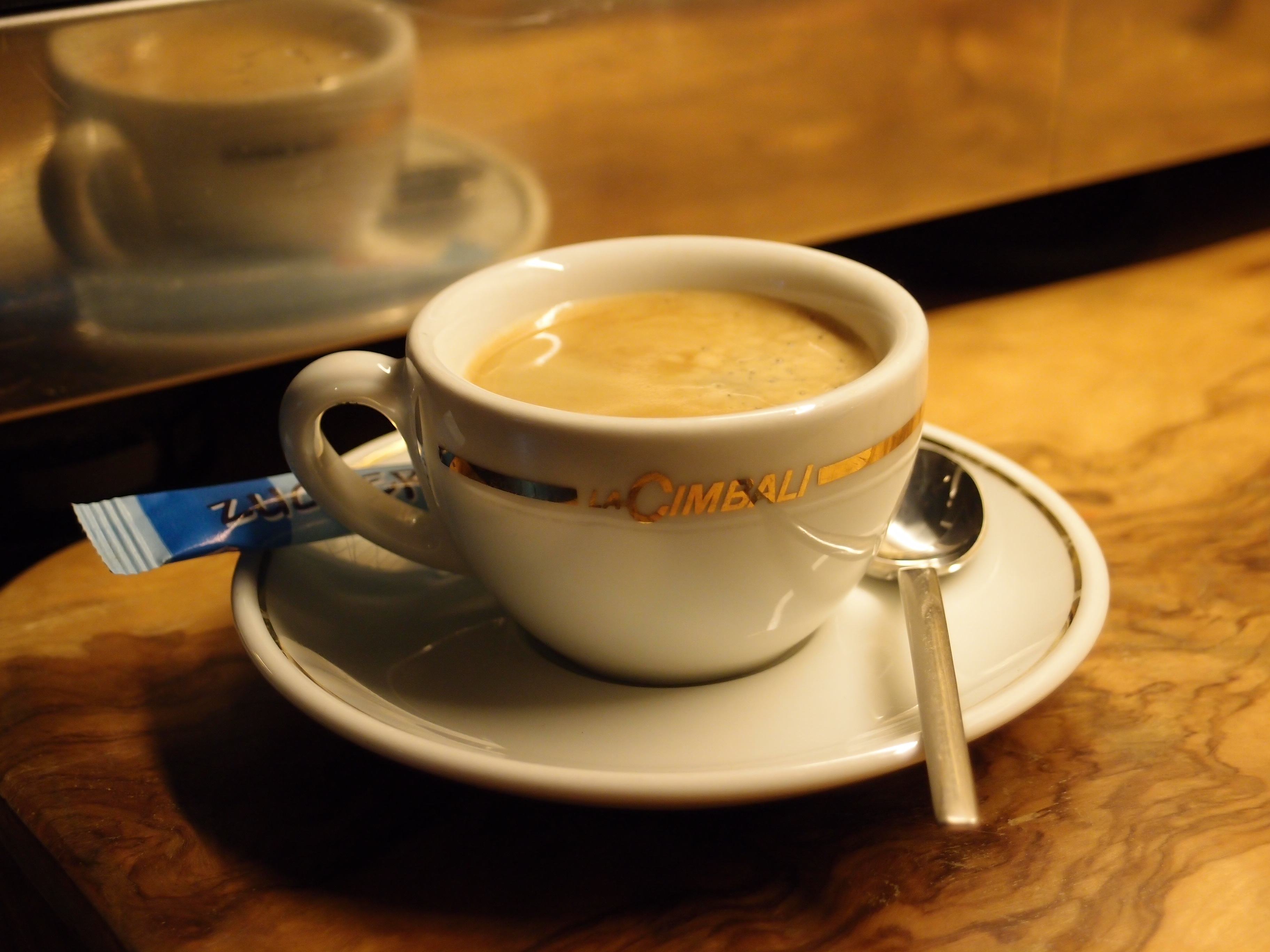
Espresso

Espressokoffie wordt gemaakt met een espressomachine. Hiervoor wordt zeer fijn gemalen koffie gebruikt. De koffie wordt aangedrukt in een filterbakje met een zeer fijne zeef dat zich in de filterdrager bevindt. De filterhouder wordt, meestal met een bajonetsluiting, onder het espressoapparaat bevestigd, waarna bij voorkeur gedemineraliseerd water met een temperatuur tussen 90 en 96 °C onder een druk van 9 bar door de koffie wordt geperst.
De persoon die zich heeft toegelegd op het bereiden van espresso en aanverwante dranken wordt een barista genoemd.

#### Percoleren
De grof gemalen koffie zit in een filter boven in de koffiepot. Via een buisje wordt kokend water naar boven in het filter gestuurd, waarna de dan getrokken koffie weer naar beneden loopt. Afhankelijk van de intensiteit van de warmtebron is dit een continuproces. Percoleren komt voor sinds de zeventiende eeuw.

#### Vacuümmethode
De vacuümmethode is een vorm van percoleren. Het apparaat bestaat uit twee boven elkaar geplaatste glazen kolven. De bovenste kolf (voorzien van een filter voor de koffie) sluit luchtdicht op de onderste en mondt uit op een buis die tot beneden reikt. De onderste kolf wordt gevuld met heet water en verder verwarmd met een spiritusbrander. De druk boven het water zal het door de buis naar boven stuwen. Hierop wordt de spiritusbrander weggenomen; de onderdruk die dan ontstaat zuigt het water door de koffie en het filter terug naar beneden.

#### Koffiepad-apparaat
Hiervoor is een apparaat nodig waar een voor het merk of type geschikt pakketje voorverpakte gemalen koffie in past. Een verschil met de snelfiltermethode is dat de koffie al door de fabrikant is ingepakt in filterpapier, waardoor iedere keer precies dezelfde dosering kan worden gebruikt. Na gebruik blijft er geen losse prut over, maar een gemakkelijk verwijderbaar en weg te gooien pakje. De dosering van de koffie is door de fabrikant bepaald, de sterkte van de koffie kan alleen worden gewijzigd als men de hoeveelheid water kan aanpassen.

#### Capsule-apparaat

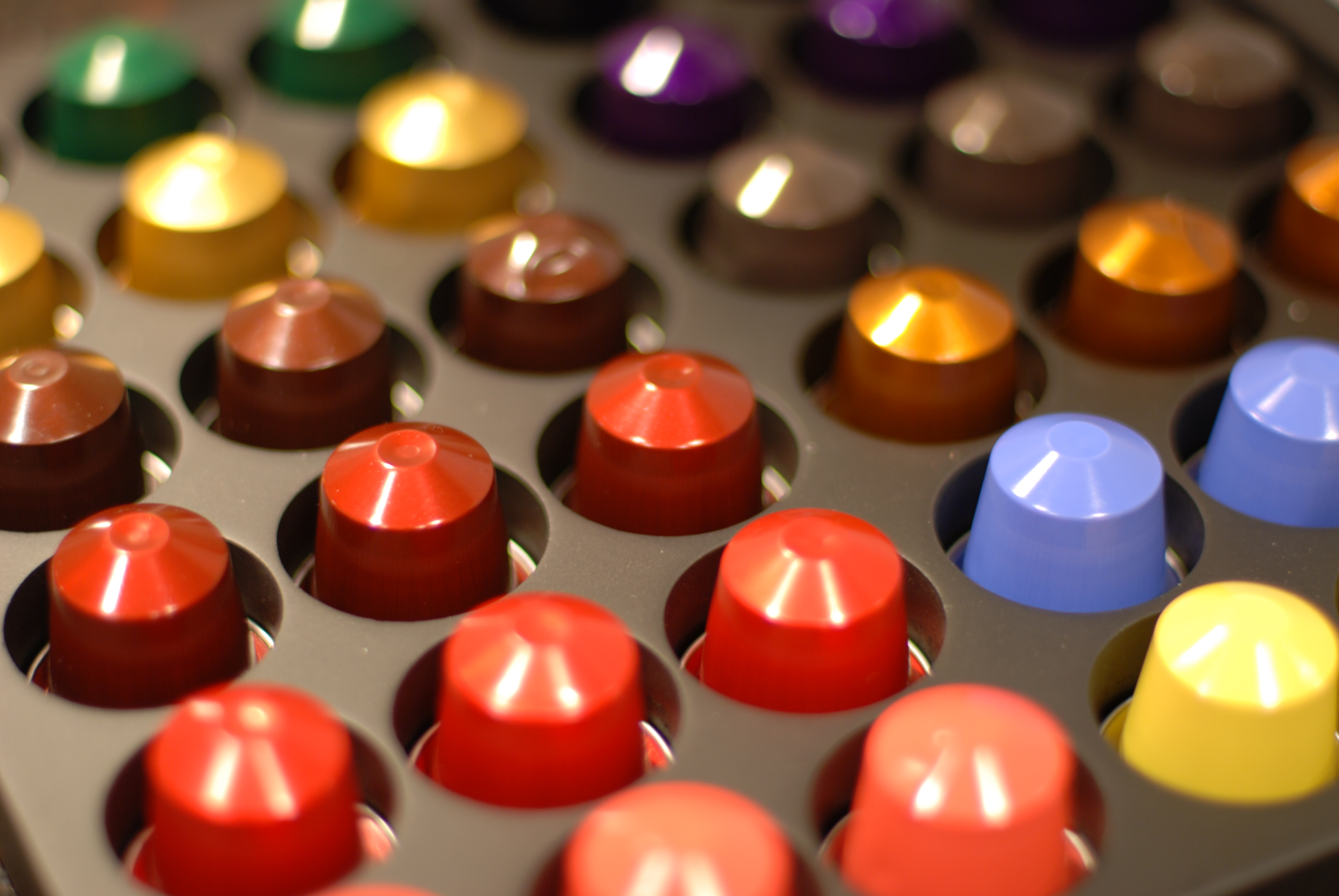
Capsules van Nespresso

Deze apparaten maken gebruik van luchtdichte capsules die de koffie bevatten. Hierdoor is de koffie lang houdbaar en makkelijk te zetten. De capsule wordt in z'n geheel in de machine geplaatst en door de machine opengemaakt, waarna direct koffie wordt gezet met heet water onder hoge druk. De cups zijn van aluminium, plastic en soms van karton. De capsules worden aan twee zijdes door het apparaat doorgeprikt om het hete water erdoorheen te kunnen persen.
Een voordeel van capsules is de versheid van de gemalen koffie. Direct na de oogst worden de koffiebonen gebrand en gemalen, waarna ze luchtdicht worden verpakt in capsules. Door deze verwerkingsmethode blijven de aroma's en smaken van de koffie goed bewaard. Het materiaal dat gebruikt wordt voor de capsule is van belang voor de versheid van de koffie. Een kartonnen capsule dicht in het begin goed af, maar vocht en zuren uit de omgeving dringen langzaam door in de capsule. Plastic beschermt beter en aluminium is nog langer ondoordringbaar. Een nadeel van plastic en aluminium capsules is dat ze minder goed te recyclen zijn en daardoor vaak in het restafval terecht komen.

#### Koffieautomaat

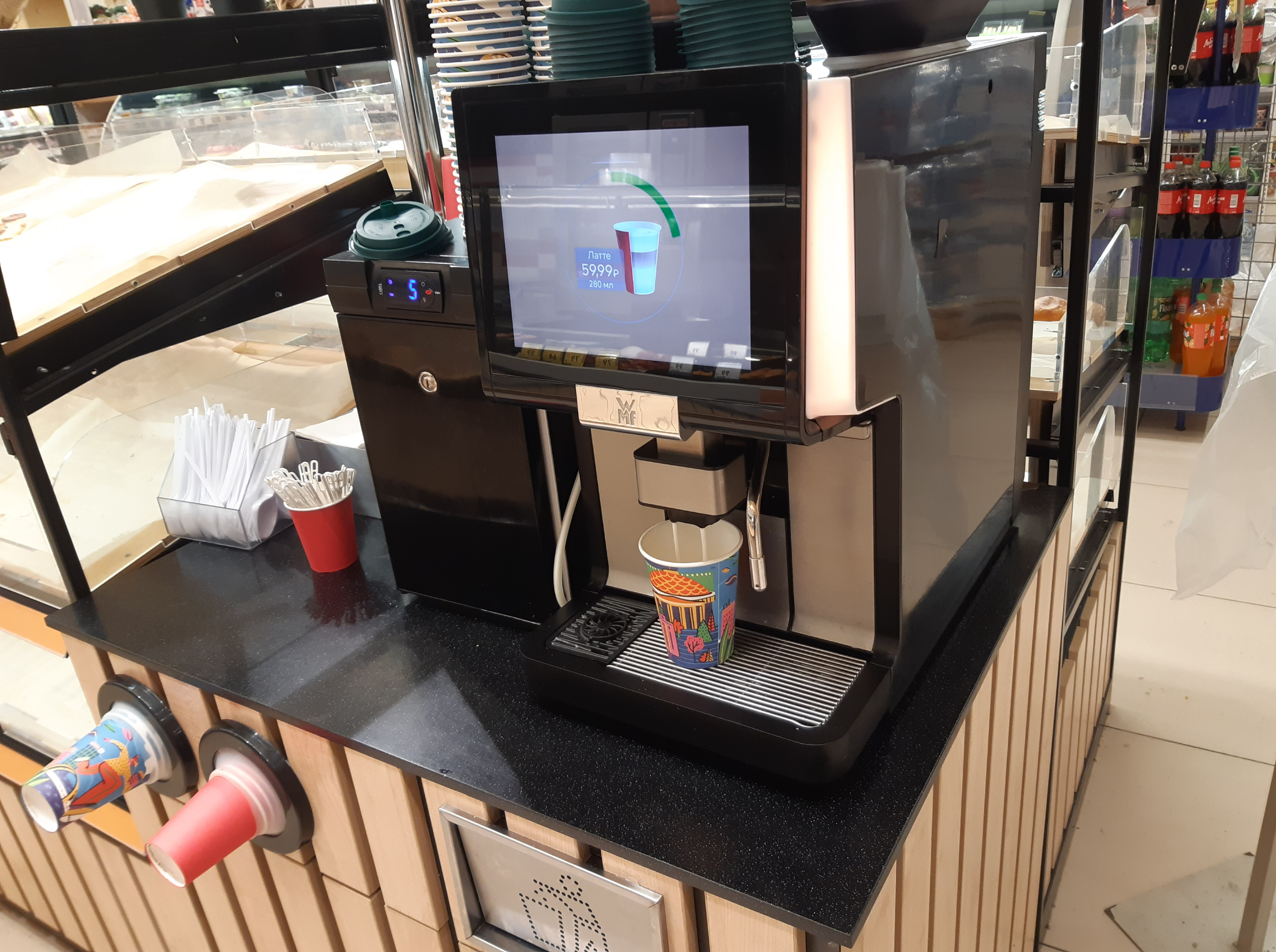
Koffieautomaat

Koffieautomaten zijn bedoeld voor grootverbruik in kantines en op kantoren. Ze gebruiken vaak instantkoffie of een vloeibaar koffieconcentraat, waardoor de koffie snel klaar is. Steeds vaker wordt apparatuur gebruikt die de koffie vers en kop-voor-kop zet ("freshbrew"). Dit gebeurt op basis van gemalen koffie, vergelijkbaar met thuis zelf koffiezetten. Er zijn machines die voor de gewone koffie/espresso "freshbrew" gebruiken en voor de "fundrinks" (cappuccino, Wienermelange enz.) instantkoffie. Er zijn ook koffieautomaten die hele koffiebonen gebruiken en deze zelf malen.

#### Slow coffee
Slow coffee is een verzamelnaam voor koffiezetmethodes op basis van filterkoffie. De term is in de 21e eeuw populairder geworden. Wat de methoden van koffiezetten gemeen hebben is dat het zetten van koffie trager verloopt en dat er controle is over de stappen van het koffiezetten. De smaak van deze koffie zou beter zijn dan van de koffie uit machines. Het gebrek aan controle bij de goedkopere espresso- en filterapparaten en de onregelmatige maalgraad bij de zogenaamde mesmolens (tegenhanger van de braammolens) leiden gemakkelijk tot een tegenvallend resultaat. Vooral koffiebonen met een fruitig en fris aroma en single-origin bonen met uitgesproken smaak komen het best tot hun recht bij een hogere kwaliteit apparatuur en een vleugje vakmanschap van de zetter. Op deze wijze wordt het koffiezetten- en drinken als een hobby ervaren.
De meest voorkomende slow coffee zetmethoden zijn:
- French press, ook wel cafetière genaamd.
- Percolator, uitgevonden door Alfonso Bialetti.
- Chemex
- Hario V60
- Aerobie Aeropress, uitgevonden door de speelgoedontwerper Alan Adler.
- Syphon koffie

De slow coffee wordt anno 2020 als een wereldwijde trend gezien. Doel is koffie rustig te zetten zodat deze aan kwaliteit wint. De technieken worden veel gebruikt door professionele barista's in koffiebars maar kunnen ook thuis worden beoefend. Indien men thuis bereidt, zijn afhankelijk van de gekozen zetmethode een koffiemolen (liefst van hoge kwaliteit, om de koffie zo gelijkmatig mogelijk te malen), een precisieweegschaal (op gram of milligram nauwkeurig; om zowel de koffie als de hoeveelheid water te meten) en instelbare waterkoker vereist.

## Stoffen in koffie

### Cafeïne
De cafeïne in koffie zorgt voor een opwekkend effect. Er is overtuigend aangetoond dat cafeïne helpt om de alertheid te verhogen, de concentratie te verbeteren en het uithoudingsvermogen te vergroten.
Sommige mensen die dagelijks grote hoeveelheden koffie tot zich nemen en hier ineens mee stoppen, kunnen tijdelijk last hebben van ontwenningsverschijnselen zoals hoofdpijn. Deze hoofdpijn verdwijnt meestal binnen een paar dagen of hooguit een week nadat de cafeïneconsumptie is gestaakt. De hoofdpijn verdwijnt ook wanneer de consumptie van cafeïne wordt hervat. Niet iedereen heeft last van hoofdpijn indien de cafeïneconsumptie plotseling gestaakt wordt; de mate waarin dit voorkomt ligt tussen 0,4% en 50%.
Op basis van talrijke wetenschappelijke studies naar de relatie tussen koffieconsumptie en gezondheid kan geconcludeerd worden dat een gemiddelde koffieconsumptie (vier tot vijf kopjes van 125 ml per dag) geen negatieve effecten op de gezondheid heeft voor gezonde volwassenen. Matige consumptie van koffie (gefilterd, en zonder suiker) heeft zelfs positieve effecten op de gezondheid: er is een verband aangetoond met een lager risico op hartziekten en een beroerte, en is er sterk bewijs van een lager risico op diabetes type 2.Ook wordt het geassocieerd met een lager risico op slokdarmkanker. Zwangere vrouwen en vrouwen die borstvoeding geven wordt geadviseerd de cafeïneconsumptie te beperken tot 200 mg per dag (twee kopjes koffie).

#### Cafeïnevrije koffie
Sommige mensen verkiezen cafeïnevrije koffie, om wel de smaak van koffie maar niet de effecten van de cafeïne te ervaren.
Cafeïne kan op verschillende manieren uit koffiebonen geëxtraheerd worden (cafeïne-extractie). Bijvoorbeeld door de toepassing van eigenschappen van kooldioxide bij een bepaalde temperatuur en druk (hyperkritische vloeistofextractie).
Bij de chemische methode wordt er stoom bij de koffie gebracht waardoor de koffie poreuzer wordt. Daarna wordt dichloormethaan of ethylacetaat langs de koffie geleid. De cafeïne gaat dan mee met het extractiemiddel. Vervolgens worden de koffiebonen gespoeld met water waardoor het chemische middel uit de koffie wordt gehaald. Tot slot worden de koffiebonen gedroogd. Daarna moet nog worden geanalyseerd of de gehaltes extractiemiddel en cafeïne in de koffieboon aan de daarvoor gestelde maxima voldoen.
Strikt genomen moet worden gesproken van cafeïne-arme koffie, omdat het niet mogelijk is om alle cafeïne uit de boon te halen; er blijft een minieme hoeveelheid achter. Het resterende gehalte cafeïne in cafeïnevrije koffie mag wettelijk niet meer dan 0,1% bedragen, berekend als percentage van de droge stof. Dit komt neer op maximaal 1 milligram cafeïne per gram gebruikte (droge) koffie.
In Kameroen is een cafeïnevrije koffiesoort ontdekt: Coffea charrieriana. Andere cafeïnevrije koffiesoorten komen voor op Madagaskar. Momenteel wordt geen enkele van deze soorten gekweekt om cafeïnevrije koffie te maken. Er bestaan wel veredelingsprogramma's voor Coffea charrieriana, wat betekent dat men een economische rol voor deze soort op het oog heeft.

### Andere stoffen
Bij ongefilterde koffie, gezet volgens de espresso-methode, met een cafetière of volgens de Turkse methode, komen de terpenen cafestol en kahweol vrij. Deze stoffen beïnvloeden het cholesterol negatief doordat het LDL-cholesterolgehalte (ook wel het 'slechte choresterol' genoemd) verhoogd wordt.
Ook bevat koffie acrylamide, zij het in geringe hoeveelheid.

## Houdbaarheid
Koffiebonen kunnen goed worden ingevroren, mits er geen vocht bij kan komen. Het verpakken en ontdooien vergt daarom enige zorg. Een niet benodigd deel kan in een plastic zakje gedaan worden, waarna de lucht eruit wordt gezogen. De vacuüm verpakte bonen gaan vervolgens in een vriezer. Bij het ontdooien wordt de verpakking pas geopend als deze op kamertemperatuur is, omdat zich anders condenswater op de bonen vormt.
De kwaliteit van (ongemalen) koffiebonen gaat langzamer achteruit dan die van gemalen koffie. De oorzaak hiervan is dat het totale oppervlak dat in aanraking kan komen met lucht veel kleiner is. Gemalen koffie is beperkt houdbaar. De achteruitgang van de kwaliteit van de koffie vindt plaats door de volgende oorzaken:
- de koffie komt in aanraking met zuurstof, waardoor de aromastoffen oxideren
- de koffie wordt bewaard in een omgeving met een te hoge temperatuur; hierdoor verlopen chemische afbraak en omzettingsprocessen snel
- wanneer de koffie wordt bewaard bij te hoge luchtvochtigheid begint de koffie al te extraheren voor gebruik

Het probleem van de achteruitgang van de kwaliteit van de koffie doet zich niet voor bij oploskoffie. Deze is lang houdbaar.
Gezette koffie kan, afhankelijk van de bewaartemperatuur die op ca. 85 °C moet liggen, maximaal een half uur bewaard worden zonder merkbaar kwaliteitsverlies. De smaak verslechtert langzaam wanneer de koffie na het zetten langere tijd op een hogere temperatuur wordt bewaard. De verslechtering van de smaak heeft vier oorzaken:
- door chemische omzetting van de koffie vindt verzuring plaats
- er ontsnappen vluchtige aromastoffen
- er wordt nog steeds koffie geëxtraheerd uit de koffiedeeltjes die in het extract zweven
- er verdampt water, waardoor de concentratie geëxtraheerde koffie toeneemt en de koffie dus sterker wordt

## Dranken op basis van koffie
- Espresso
- Caffè americano
- Groene koffie
- Marokkaanse koffie
- Ristretto
- Caffè lungo

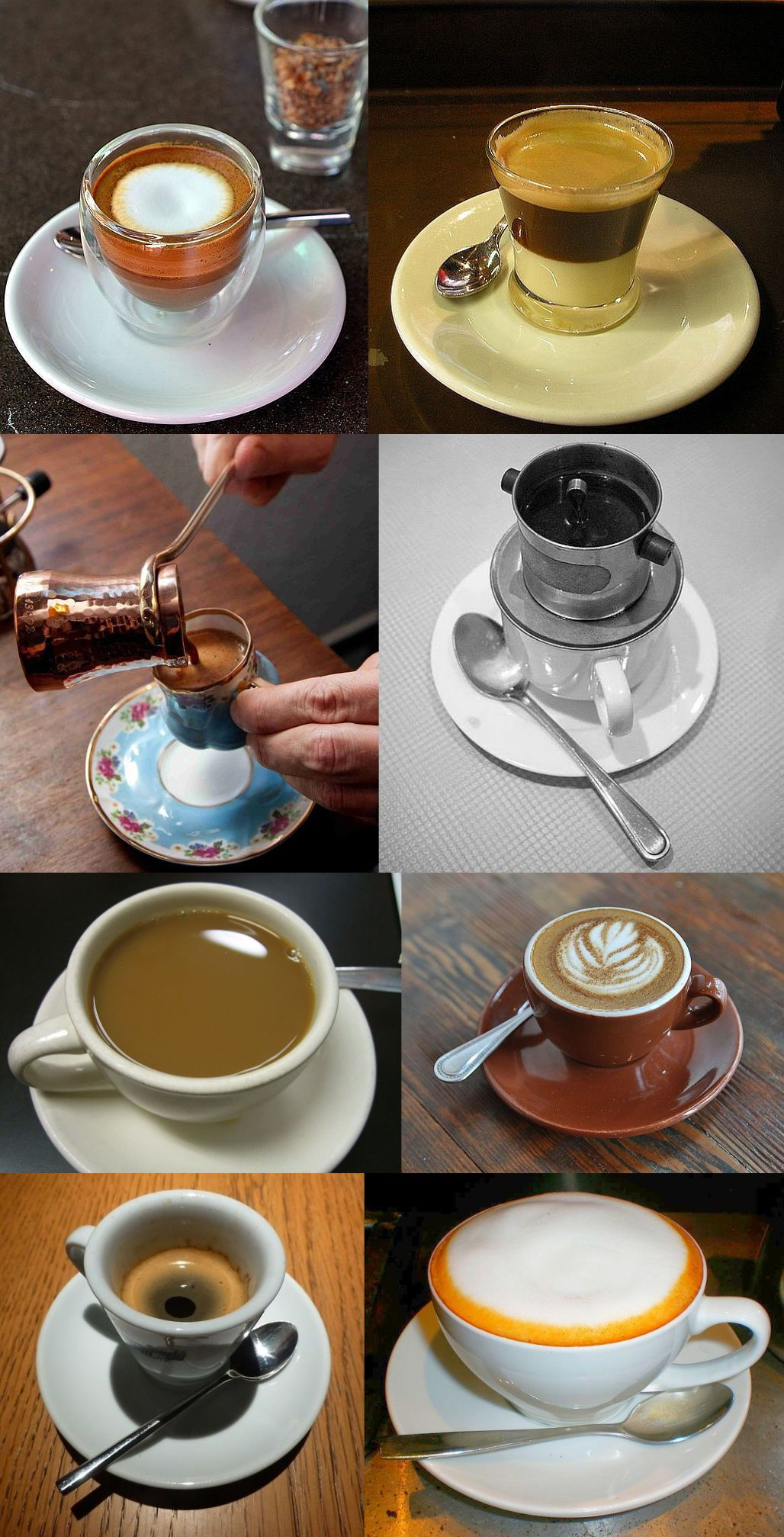
Verschillende vormen van een kopje koffie

Koffie wordt behalve in pure vorm ook gedronken met ijs, melk, alcohol of andere toevoegingen.

### IJsvarianten
- Café liégeois, Frans nagerecht gemaakt van espresso, karamel of Luikse stroop, peket, roomijs en slagroom.
- Frappé, opgeklopte oploskoffie met water en ijs.
- IJskoffie, een mengsel van sterke koffie (espresso, ijsklontjes, melk en (vanille)suiker. De koffie wordt warm gezet en daarna gekoeld.
- Shakerato, een niet-alcoholische cocktail gemaakt van espresso met suiker of siroop en klein gemaakte ijsklontjes. De naam verwijst naar het schudden tijdens het maken van de cocktail.
- Cold brew, een variatie op ijskoffie, de koffie wordt met koud water gezet en is daardoor zachter van smaak.

### Melk- en roomvarianten
- Café cassé, bestaat uit een laag melk, een laag Marokkaanse koffie en een laag melkschuim.
- Caffè latte of Café au lait, een espresso met warme (gestoomde) melk
- Caffè macchiato of Espresso macchiato: espresso met daarop een à twee lepels melkschuim.
- Cappuccino: drie gelijke delen gestoomde melk, geschuimde melk en een espresso.
- Cortado: bestaat voor 30 tot 50 procent uit warme melk op een shot espresso.
- Einspänner: mokka met veel slagroom en poedersuiker
- Flat white: een dubbele espresso met 130 ml gestoomde melk en een beetje melkschuim.
- Koffie verkeerd of lait russe: een gewone koffie met ten minste evenveel gestoomde of gekookte melk.
- Latte macchiato: 150 ml warme melk en een shot espresso, aangevuld met melkschuim.
- Wienermelange: romige, gesuikerde koffie, afgewerkt met slagroom en cacaopoeder.

### Alcoholische varianten
- Barraquito
- Boerenkoffie
- Carajillo
- Dokkumer koffie
- French coffee
- Hasseltse koffie
- Irish coffee: met suiker, Ierse whiskey en slagroom.
- Italian coffee
- Limburgse koffie
- Pharisäer
- Ponce
- Koffiebier

### Varianten met thee
- Yuenyeung: drie delen koffie met zeven delen Hongkongse melkthee.
- Backwoods Twisted Palm Tree: 1 deel zwarte koffie, 1 deel zwarte thee, citroensap, limoensap, sinaasappelsap (optioneel) & een zoetstof

### Varianten met ei
- Noorse eierkoffie: koffie gezet van een koffiepoeder-ei-watermengsel.[32]
- Vietnamese eierkoffie (Cà Phê Trứng): een eierdooier gemengd met twee theelepels gecondenseerde melk boven op een glas Vietnamese koffie.[33]
- Zweedse eierkoffie: een compleet ei dat wordt gemixt met koffiepoeder en vervolgens gekookt, waarna deze gekookte koffie-omelet wordt gebruikt om met behulp van een cafetière koffie te maken.[34]

## Koffie wereldwijd

### Productie

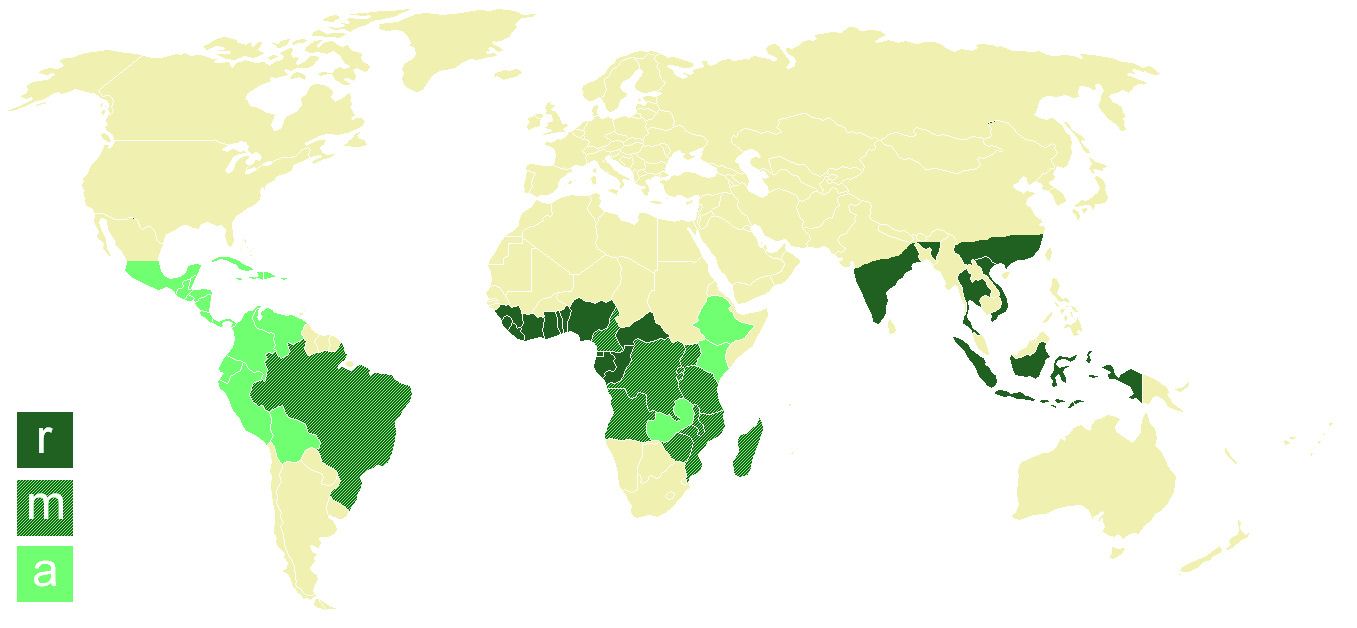
Overzicht koffieproducerende landen naar soort koffiebonen. Deze landen worden samen de Coffee belt genoemd.

In het oogstjaar 2020/21 werden 171 miljoen zakken van 60 kilogram aan koffiebonen geoogst. Hiervan was het aandeel arabica ongeveer 60% en robusta 40%. Veruit de grootste producent is Brazilië (±65 miljoen zakken) waar ruim een derde van alle koffie werd geoogst. Andere belangrijke productielanden zijn Vietnam, Colombia en Indonesië. Samen produceren deze vier landen zo'n 70% van alle koffie. Vietnam is in korte tijd een belangrijke producent geworden, in 1990/91 lag de productie op 1,3 miljoen zakken, maar dit is in een periode van 25 jaar ruimschoots vertwintigvoudigd.
| Jaar    | Zakken koffie (in miljoenen) | Aandeel Brazilië |
| 1990/91 | 93,1                         | 29,3%            |
| 1995/96 | 87,1                         | 20,8%            |
| 2000/01 | 113,7                        | 27,5%            |
| 2005/06 | 111,8                        | 29,4%            |
| 2010/11 | 139,5                        | 38,3%            |

| Jaar    | Zakken koffie (in miljoenen) | Aandeel Brazilië |
| 2015/16 | 153,6                        | 34,1%            |
| 2020/21 | 170,8                        | 38,3%            |

| Topproducenten van koffie 2018 | Topproducenten van koffie 2018 |
| Land                           | Productie (ton)                |
| ------------------------------ | ------------------------------ |
| Brazilië                       | 3.556.638                      |
| Vietnam                        | 1.616.307                      |
| Indonesië                      | 722.461                        |
| Colombia                       | 720.634                        |
| Honduras                       | 481.053                        |
| Ethiopië                       | 470.221                        |
| Peru                           | 369.622                        |
| India                          | 326.982                        |
| Guatemala                      | 245.580                        |
| Oeganda                        | 211.200                        |

### Consumptie

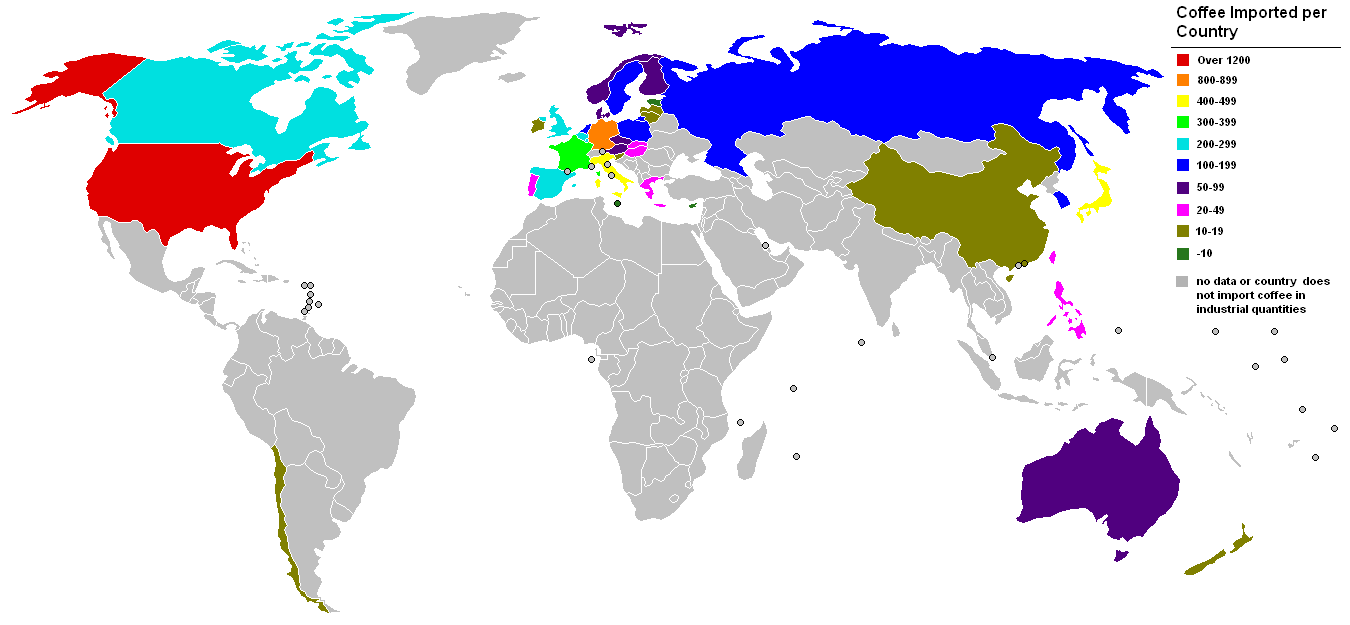
Grafische weergave over koffie-importerende landen.

In de Scandinavische landen is de koffieconsumptie per persoon het hoogste ter wereld. Gemiddeld dronken Scandinaviërs in de periode 2002–2006 dagelijks 4,3 kopjes koffie. De Finnen waren de koplopers, met 5,4 kopjes per dag. In België en Luxemburg was in de periode 2002-2006 de koffieconsumptie zo'n 3,8 kopjes per dag. De Nederlanders dronken zo'n 3,2 koppen per dag. Dat is 13 procent minder dan het koffieverbruik in 1996, maar nog altijd goed voor 6,9 kg koffie per persoon per jaar. De Europese Unie als geheel kwam op 2,2 kopjes per persoon per dag. De Britten drinken vooral thee. Hun koffieverbruik is beperkt tot 1,2 kopjes per dag. Buiten Europa worden de koffiedrinkers vooral in de Verenigde Staten en Canada gevonden. In de koffieproducerende landen zelf wordt weinig koffie gedronken, met uitzondering van Brazilië en Costa Rica. Om de veelal arme koffieboeren te helpen, zijn er steeds meer fairtrade-initiatieven ontstaan om deze boeren beter mee te laten profiteren van de koffieopbrengsten. Deze streven tegelijkertijd ook naar een meer duurzame productie.

### Handel
De wereldhandel in koffie verloopt hoofdzakelijk via de zogenoemde “C-market” (C voor “commodity”, grondstof), verbonden aan de New York Stock Exchange. De prijs betreft groene bonen van de arabica-variëteit. In 1962 werd voor de wereldhandel in koffie een grondstoffenakkoord gesloten, de Internationale Koffieovereenkomst, die de prijs reguleerde via exportquota, maar daaraan kwam in 1989 een eind. Van 1975 tot 2020 schommelde de dagprijs voor koffie sterk, maar de gemiddelde jaarprijs lag veelal rond de 1 tot 1,5 dollar/pond, met uitschieters van $0,56/pond in 2002 (koffiecrisis van 2001) tot $2.53 in 2011. Over de hele periode, en aangepast voor inflatie, daalde de koffieprijs echter van bijna $10/pond in 1977 tot $1,1/pond in 2020.
Een eerste oorzaak is de ongelijke economische machtsverhouding op de koffiemarkt: de verkopers zijn voor ongeveer 80% kleinschalige landbouwers, tegenover kapitaalkrachtige speculanten voor wie koffie eigenlijk een financieel product is, dat vaak met termijncontracten wordt verhandeld. Ook bij de uiteindelijke kopers is er concentratie: in 2020 lag meer dan 80 procent van de wereldwijde koffiehandel geconcentreerd bij slechts drie multinationals: het Duitse Neumann Kaffee Gruppe, het Singaporese Olam International, en het Zwitserse ECOM Agroindustrial.
Naast de prijzenoorlog is er de verschuiving van toegevoegde waarde in de koffiesector, van grondstof naar meer en meer verfijnde bewerking in pads en capsules. En tot slot is de koffieproductie zelf enorm toegenomen bij enkele grote producenten, voornamelijk in Brazilië en Vietnam, die de lagere prijzen compenseren met opgevoerde productie. Bovendien schakelden een aantal coca-boeren over op koffie, onder impuls van de Verenigde Naties.
Door de lage prijs voor groene bonen op de wereldmarkt is het inkomen van de boeren zelf de afgelopen decennia globaal gezien achteruitgegaan. Het dalend inkomen veroorzaakt een nefaste kettingreactie: meer kinder- en zelfs dwangarbeid, minder milieuzorg, voedselonzekerheid, meer emigratie en koffie van lagere kwaliteit. Met het fairtrade-concept wordt gepoogd hierop een antwoord te bieden. Er zijn verschillende organisaties die naar een duurzamere koffiesector streven: Max Havelaar, Rainforest Alliance, UTZ Certified en 4C.
De Internationale Koffieorganisatie (ICO) houdt sedert 1965 statistieken bij van de koffieprijzen.

## Milieu en klimaat

### Milieu-impact
Koffieproductie en -transport veroorzaken een aanzienlijke uitstoot van CO2. Bij het telen van de bonen worden grote hoeveelheden water en meststoffen verbruikt. De bonen worden meermaals opnieuw verpakt, verwerkt en vervoerd, van groene bonen tot geroosterde bonen. Ook de consumptie heeft een aanzienlijke impact. Gemiddeld zou het, bij 1 kop koffie per dag, gaan om 31 tot zelfs 155 kg/jaar broeikasgassen, vergelijkbaar met 640 km autorijden.
Omdat er zoveel bewerkingen plaatsvinden tussen teelt en de kop koffie, is de precieze voetafdruk afhankelijk van vele factoren:
- bij de teelt worden fossiele brandstoffen gebruikt voor machines en bemesting, maar in de koffielandbouw is de mechanisering beperkt, en handwerk de norm;
- het transport van de (groene) bonen vereist energie, maar gebeurt in bulk, en vereist minder zorg dan andere tropische teelten omdat de bonen minder kwetsbaar zijn dan bijvoorbeeld bananen, avocado’s, of mango’s.

Toch zou volgens sommige ramingen nauwelijks een kwart, volgens andere bijna de helft van de totale uitstoot te wijten zijn aan de productie en het transport in de landen van oorsprong. Het roosteren van de bonen gebeurt in ovens die doorgaans op aardgas werken; dit proces zou zo’n 15% van de totale uitstoot verbruiken. Ruim de helft van de uitstoot zou terug te voeren zijn tot het stadium vanaf de handel en distributie tot het koffiezetten en drinken.

### Klimaatverandering
De opwarming van de Aarde vormt een bedreiging voor de toekomst van de koffielandbouw, omdat het areaal dat geschikt is voor koffieproductie met de helft kan verminderen tegen 2050.

## Trivia
- Kopi loewak is een koffiesoort gemaakt van koffiebessen die eerst door een civetkat, de loewak, zijn opgegeten. Doordat de bonen niet verteren, worden ze weer uitgescheiden. De loewak leeft vooral in de Filipijnen en in Indonesië, waar ook de naam kopi loewak vandaan komt. Kopi loewak gold lange tijd als de duurste koffiesoort van de wereld. maar is een koffiesoort die op vergelijkbare wijze wordt geproduceerd, maar dan met olifanten als "intermediair".[53]
- In De Koffiedief, een avonturenroman uit 2016 van de Duitse schrijver Tom Hillenbrand, komt het verhaal over het gebruik en de betekenis van koffie, de handel daarin, zoals ook de rol van de Nederlandse VOC in het historisch perspectief van de zeventiende eeuw uitgebreid aan de orde.
- Omdat de Franse koffie van slechte kwaliteit was, voegde men melk toe, zodat 'café-au-lait' werd verkregen. De melk diende om de smaak te verdoezelen. In Nederland wordt dit product 'koffie-verkeerd' genoemd.
- Een kop koffie bestaat voor 98% uit water. Daarom is het gebruik van zuiver water (minder dan 150 mg/liter droogrest) belangrijk bij het zetten van koffie. Water met een hoog kalkgehalte zal de smaak van de koffiebonen niet optimaal absorberen.